# Liste der Biografien/Cre
Liste der Biografien |
Portal Biografien |
Personensuche
# |
A |
B |
C |
D |
E |
F |
G |
H |
I |
J |
K |
L |
M |
N |
O |
P |
Q |
R |
S |
T |
U |
V |
W |
X |
Y |
Z |
?
 
Ca |
Cb |
Cc |
Ce |
Ch |
Ci |
Cj |
Ck |
Cl |
Cm |
Cn |
Co |
Cr |
Cs |
Ct |
Cu |
Cv |
Cw |
Cy |
Cz
 
Cra |
Cre |
Crh |
Cri |
Crk |
Crl |
Crn |
Cro |
Cru |
Crv |
Cry |
Crz
Die Liste der Biografien führt alle Personen auf, die in der deutschsprachigen Wikipedia einen Artikel haben. Dieses ist eine Teilliste mit 579 Einträgen von Personen, deren Namen mit den Buchstaben „Cre“ beginnt.

## Cre

### Crea
- Crea, Gianni (* 1938), italienischer Filmregisseur
- Crea, Vivien S., US-amerikanische Soldatin (Vizeadmiral)
- Creach, Papa John (1917–1994), US-amerikanischer GeigerPapa John Creach (1917–1994)

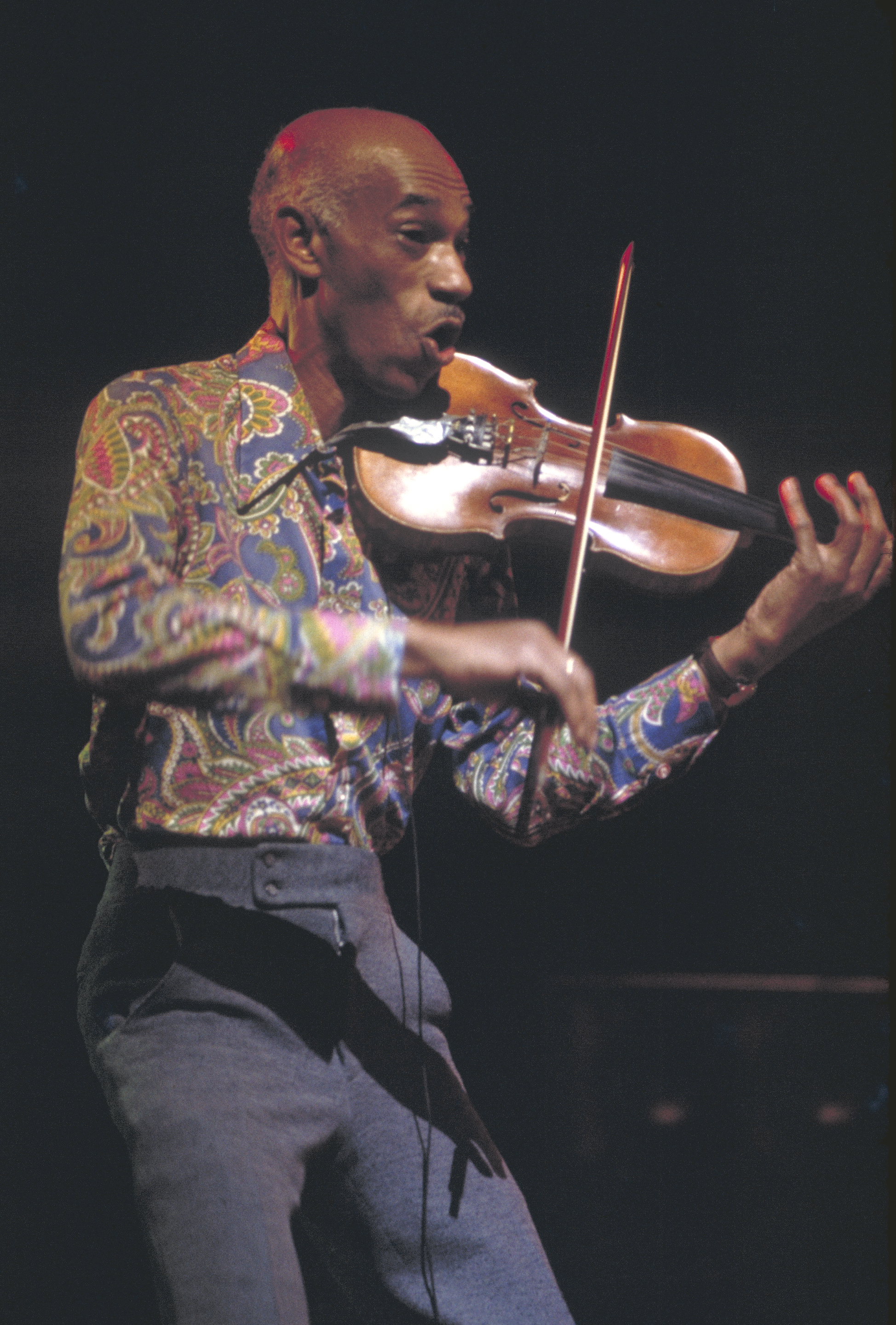
Papa John Creach (1917–1994)

- Creager, Charles E. (1873–1964), US-amerikanischer Politiker
- Creager, Roger (* 1971), US-amerikanischer Countrysänger
- Creagh, Charles Vandeleur (1842–1917), britischer Barrister und Kolonialgouverneur von Nord-Borneo
- Creagh, Garrett O’Moore (1848–1923), britischer General, Oberbefehlshaber in Indien
- Creagh, Gethin, neuseeländischer Tontechniker und Tonmeister
- Creagh, Michael, irischer Filmemacher
- Creagh, Michael O’Moore (1892–1970), britischer Soldat
- Creagh, Reynaldo (1918–2014), kubanischer Sänger
- Creagh, Richard (1523–1586), irischer römisch-katholischer Geistlicher, Erzbischof von Armagh
- Creal, Edward W. (1883–1943), US-amerikanischer Politiker
- Crealy, Dick (* 1944), australischer Tennisspieler
- Cream, Matthew (* 1975), australischer Fußballschiedsrichterassistent
- Cream, Thomas Neill (1850–1892), schottischer SerienmörderThomas Neill Cream (1850–1892)

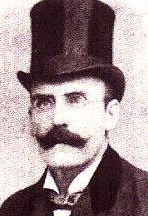
Thomas Neill Cream (1850–1892)

- Creamer, David S. (1858–1946), US-amerikanischer Politiker
- Creamer, Henry (1879–1930), amerikanischer Songwriter
- Creamer, Paula (* 1986), US-amerikanische Golfspielerin
- Creamer, Thomas J. (1843–1914), US-amerikanischer Jurist und Politiker
- Creamer, Timothy John (* 1959), US-amerikanischer Astronaut
- Crean, David (* 1950), australischer Politiker
- Crean, Frank (1916–2008), australischer Politiker
- Crean, Gordon Gale (1914–1976), kanadischer Diplomat
- Crean, Rosa (* 1942), britische Sportlerin im Behindertensport
- Crean, Simon (1949–2023), australischer Politiker
- Crean, Thomas (1877–1938), irischer Polarforscher
- Crean, William (* 1951), irischer römisch-katholischer Geistlicher, Bischof von Cloyne
- Creangă, Ion (1839–1889), rumänischer Schriftsteller
- Créantor, Simone (1948–2020), französische Kugelstoßerin
- Crear, Mark (* 1968), US-amerikanischer Hürdensprinter
- Crease, Josephine (1864–1947), kanadische Malerin
- Crease, Sarah Lindley (1826–1922), britisch-kanadische Künstlerin
- Creasey, Henry (1864–1923), britischer Sportschütze
- Creasey, John (1908–1973), englischer Schriftsteller
- Creasey, Timothy (1923–1986), britischer General
- Creasy, Gerald (1897–1983), britischer Kolonialbeamter, Gouverneur der Goldküste (heute Ghana)
- Creath, Charlie (1890–1951), US-amerikanischer Trompeter, Saxophonist, Akkordeon-Spieler und Bandleader

### Creb
- Crebassa, Marianne (* 1986), französische Opernsängerin der Stimmlage Mezzosopran
- Creber, Michelle (* 1999), kanadische Synchronsprecherin und Schauspielerin
- Creber, William J. (1931–2019), US-amerikanischer Szenenbildner und Artdirector
- Crébillon, Claude-Prosper Jolyot de (1707–1777), französischer Autor und Sohn des Tragödiendichters Prosper Jolyot Crébillon (Crébillon pére)
- Crébillon, Prosper Jolyot (1674–1762), französischer Autor
- Crebs, John M. (1830–1890), US-amerikanischer Politiker

### Crec
- Crecelius, Wilhelm (1828–1889), deutscher Gymnasiallehrer und Historiker
- Crecelius, Wilhelm Christian (1898–1979), deutscher Mediziner
- Creciun, Sorin (* 1980), moldauischer Pianist
- Crécquillon, Thomas († 1557), franko-flämischer Komponist, Sänger und Kapellmeister der Renaissance
- Crécy, Étienne de (* 1969), französischer House-DJÉtienne de Crécy (* 1969)

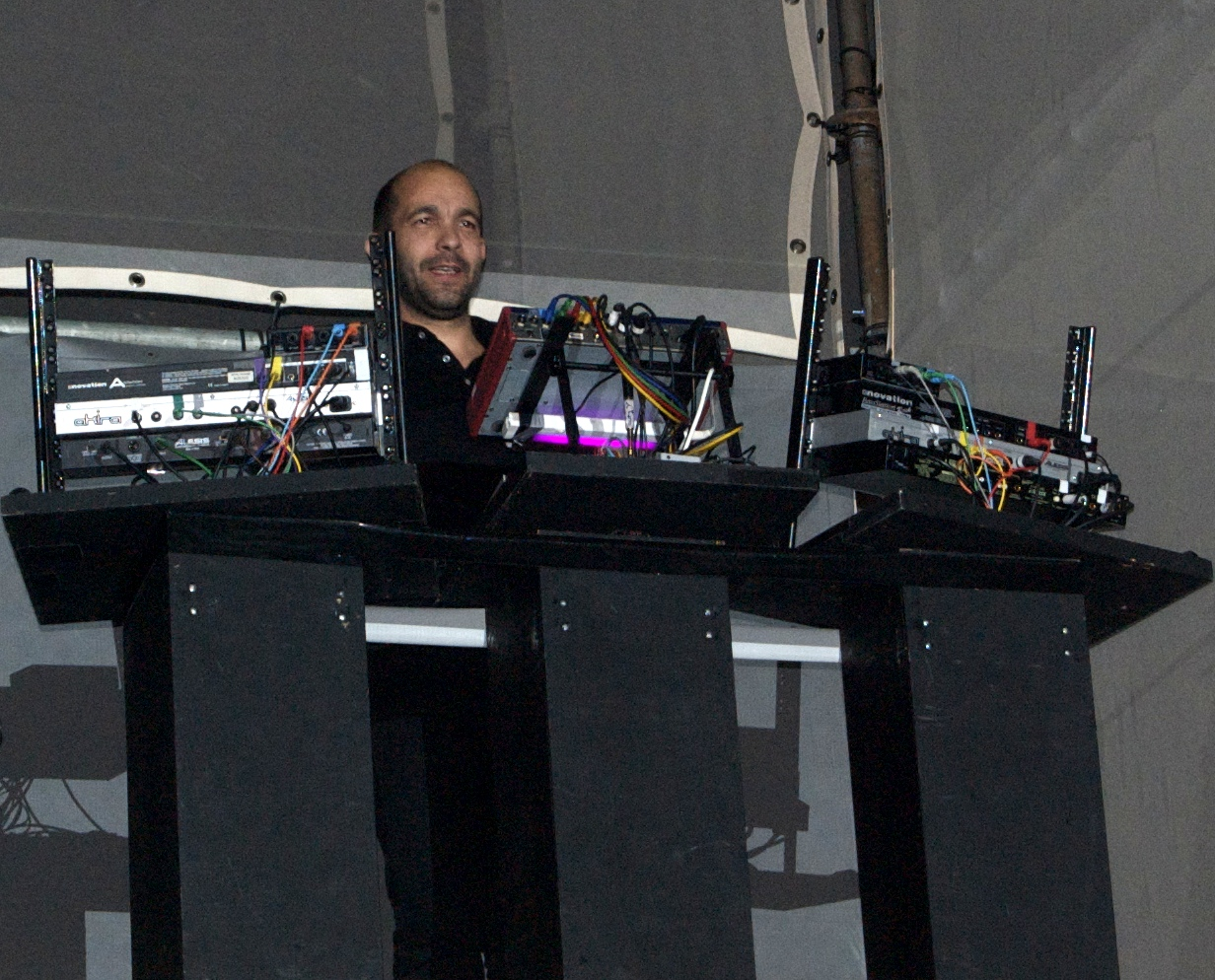
Étienne de Crécy (* 1969)

- Crécy, Nicolas de (* 1966), französischer Comicautor und Comiczeichner

### Cred
- Credaro, Luigi (1860–1939), italienischer Politiker
- Creddle, Melvin (* 1982), US-amerikanischer Basketballspieler
- Credé, Benno (1847–1929), deutscher Chirurg und Generalarzt
- Credé, Carl (1878–1952), deutscher Arzt und Schriftsteller
- Credé, Carl Siegmund Franz (1819–1892), deutscher Gynäkologe und Geburtshelfer
- Credé, Johannes Ludwig (1827–1904), deutscher evangelischer Generalsuperintendent
- Credendino, Enrico (* 1963), italienischer Marineoffizier im Dienstgrad eines Konteradmirals
- Credi, Lorenzo di (1459–1537), Maler
- Credibil (* 1994), deutscher Rapper
- Credico, Randy (* 1954), US-amerikanischer Komiker, Radiomoderator und politischer Aktivist
- Credius, Johann Christian (1681–1741), deutscher Komponist und Organist
- Credner, Ernst (1851–1938), deutscher Konteradmiral der Kaiserlichen Marine
- Credner, Georg (1825–1899), deutscher Pädagoge und Theologe
- Credner, Heinrich (1809–1876), deutscher Geologe, Mineraloge, Paläontologe und Oberbergrat
- Credner, Hermann (1841–1913), deutscher Geowissenschaftler
- Credner, Hermann (* 1859), preußischer Generalmajor
- Credner, Karl August (1797–1857), deutscher evangelischer Theologe
- Credner, Rudolf (1850–1908), deutscher Geograph, Geologe und Hochschullehrer
- Credner, Wilhelm (1892–1948), deutscher Geograph
- Credo, Renate (1920–1986), deutsche Chemikerin und Wirtschaftsfunktionärin in der DDR

### Cree
- Cree, Steven (* 1980), schottischer Filmproduzent, Synchronsprecher, Drehbuchautor und SchauspielerSteven Cree (* 1980)

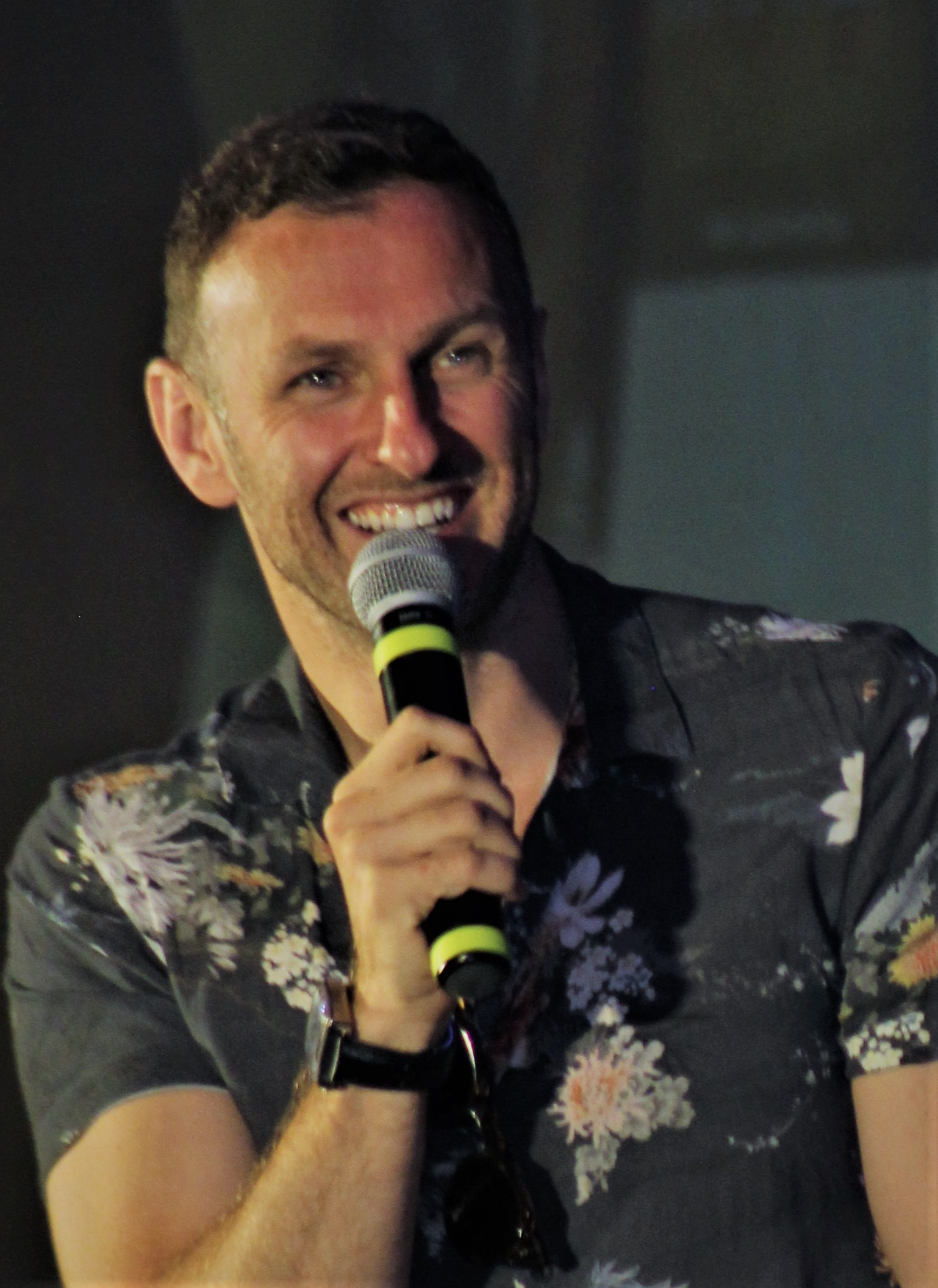
Steven Cree (* 1980)

- Creech, Diane (* 1963), kanadische Dressurreiterin
- Creech, Don (* 1948), US-amerikanischer Schauspieler
- Creech, Sharon (* 1945), US-amerikanische Schriftstellerin, Dramatikerin und Lyrikerin
- Creed Meredith, Ralph (1887–1970), neuseeländischer Geistlicher, Badminton- und Cricketspieler
- Creed, Donal (1924–2017), irischer Politiker
- Creed, Frederick George (1871–1957), kanadischer Erfinder von Telekommunikationsgeräten, Entwickler von SWATH-Schiffen
- Creed, Helios (* 1953), US-amerikanischer Musiker
- Creed, Henry (1824–1914), Unternehmer und Hoflieferant
- Creed, Linda (1949–1986), US-amerikanische Lyrikerin
- Creed, Marcus (* 1951), englischer Dirigent, Pianist und Chorleiter
- Creed, Martin (* 1968), englischer Konzeptkünstler
- Creed, Michael (* 1963), irischer Politiker (Fine Gael)
- Creed, Michael (* 1981), amerikanischer Radrennfahrer
- Creed, Peter (* 1987), walisischer Squashspieler
- Creed-Miles, Charlie (* 1972), englischer Schauspieler
- Creed-Miles, Esmé (* 2000), britische SchauspielerinEsmé Creed-Miles (* 2000)

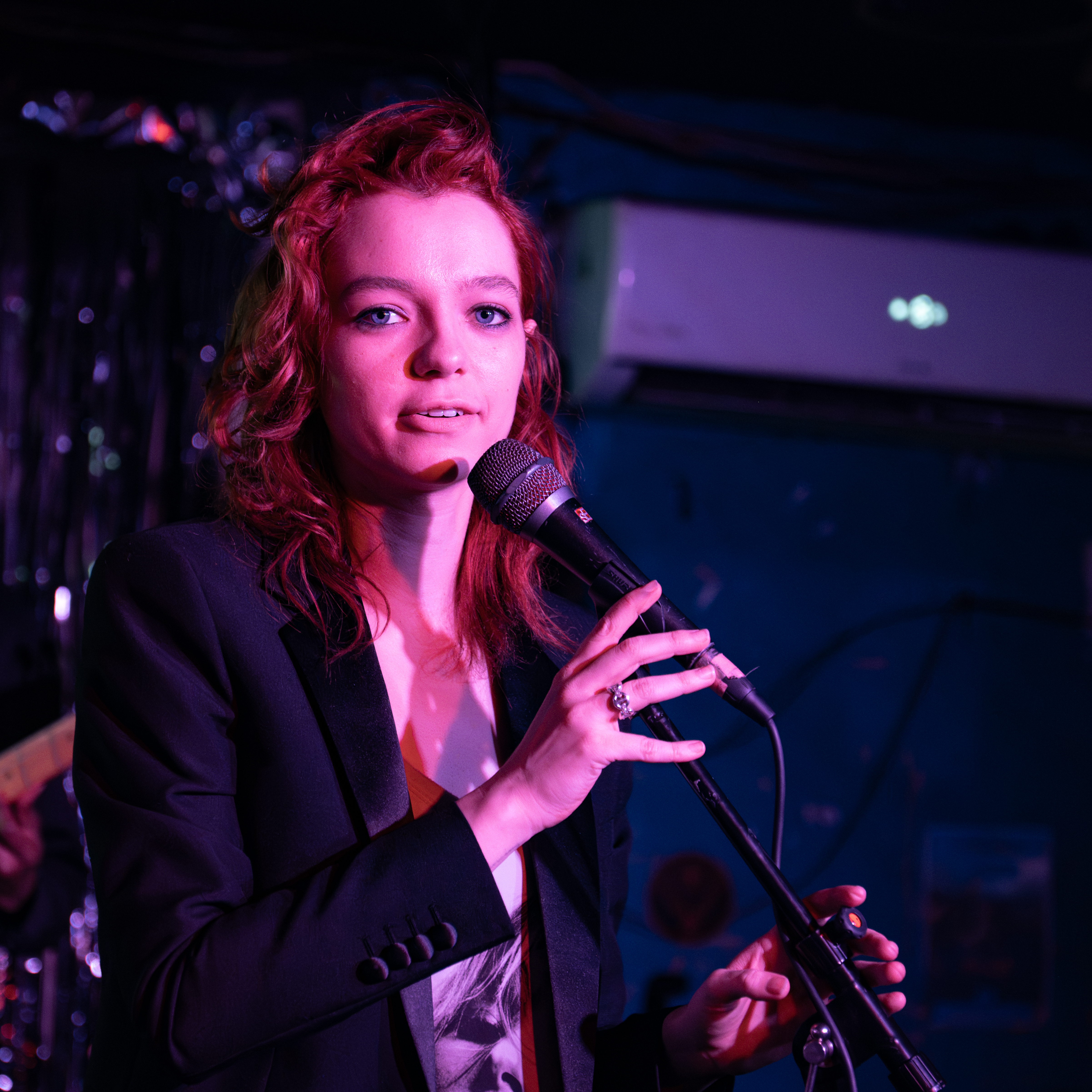
Esmé Creed-Miles (* 2000)

- Creede, Thomas, englischer Drucker
- Creeds (* 1992), französischer Techno-DJ
- Creek, Jil Y., österreichische Gitarren-Virtuosin
- Creekmur, Lou (1927–2009), US-amerikanischer American-Football-Spieler
- Creel, Gavin (1976–2024), amerikanischer Musicalschauspieler und -sängerGavin Creel (1976–2024)

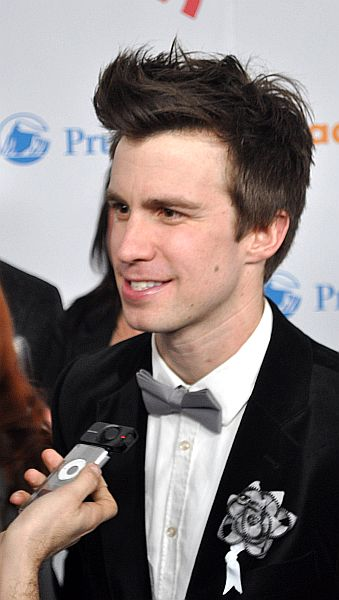
Gavin Creel (1976–2024)

- Creel, Herrlee (1905–1994), US-amerikanischer Orientalist
- Creeley, Robert (1926–2005), US-amerikanischer Dichter und Schriftsteller
- Creelman, Lyle (1908–2007), kanadische Krankenschwester, Chief Nursing Officer der Weltgesundheitsorganisation in Genf
- Creely, John Vaudain (* 1839), US-amerikanischer Politiker
- Creemers, André (1907–1971), belgischer Ordensgeistlicher, römisch-katholischer Bischof von Bondo
- Creemers, Linda (* 1985), niederländische Tischtennisspielerin
- Creemers, René (* 1959), niederländischer Jazz-Schlagzeuger
- Creemers, Tijs (* 1980), niederländischer Badmintonspieler
- Creer, Gareth (* 1961), britischer Schriftsteller
- Crees, Eric (* 1952), britischer Posaunist
- Creevey, Anthony, irischer Politiker
- Creevey, Maxx (* 1995), thailändisch-australischer Fußballspieler
- Creevy, Agustín (* 1985), argentinischer Rugby-Union-Spieler

### Creg
- Cregan, Dan, australischer Rechtsanwalt und Politiker (Liberal Party), Präsident des South Australian House of Assembly
- Cregan, John (1878–1965), US-amerikanischer Leichtathlet
- Cregan, John (* 1961), irischer Politiker (Fianna Fáil)
- Cregan, Robert (* 1988), irischer Automobilrennfahrer
- Cregar, Laird (1913–1944), US-amerikanischer Filmschauspieler
- Cregel, Ernst (1628–1674), deutscher Jurist
- Cregger, Zach (* 1981), US-amerikanischer Schauspieler, Regisseur und DrehbuchautorZach Cregger (* 1981)

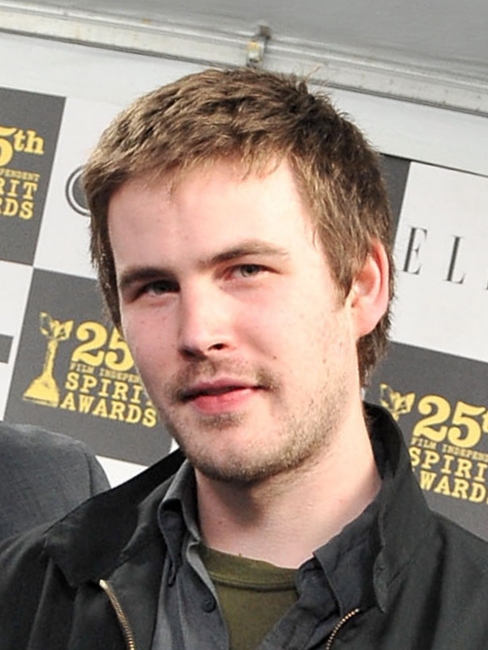
Zach Cregger (* 1981)

- Cregier, DeWitt Clinton (1829–1898), US-amerikanischer Politiker
- Cregut, Friedrich Christian (1675–1758), deutscher Arzt, Professor der Medizin in Hanau, Mitglied der Gelehrtenakademie Leopoldina

### Creh
- Crehan, Joseph (1883–1966), US-amerikanischer Schauspieler
- Créhange, Marion (1937–2022), französische Informatikerin und Professorin

### Crei
- Creider, Jane Tapsubei, kenianische Autorin
- Creifelds, Carl (1907–1994), deutscher Jurist
- Creifelds, Theodor (1839–1902), deutscher Fotograf
- Creighton, Adam (* 1965), kanadischer Eishockeyspieler
- Creighton, Dave (1930–2017), kanadischer Eishockeyspieler und -trainer
- Creighton, Donna (* 1985), britische Skeletonpilotin
- Creighton, Edward (1820–1874), US-amerikanischer Unternehmer und Pionier im Telegrafenbau, Namensgeber der Creighton University
- Creighton, Erin (* 2004), irische Radsportlerin
- Creighton, Fred (1933–2011), kanadischer Eishockeyspieler und -trainer
- Creighton, Harriet B. (1909–2004), US-amerikanische Biologin und Hochschullehrerin für Botanik und Genetik
- Creighton, Helen (1899–1989), kanadische Musikethnologin und Volksliedsammlerin
- Creighton, James (1850–1930), kanadischer Eishockeypionier
- Creighton, John Oliver (* 1943), US-amerikanischer Astronaut
- Creighton, Louise (1850–1936), britische Aktivistin und Autorin
- Creighton, Lucinda (* 1980), irische Politikerin (Fine Gael; Renua); Staatsministerin
- Creighton, Michael Cyril (* 1979), US-amerikanischer Schauspieler und Drehbuchautor
- Creighton, Neal (1930–2020), US-amerikanischer Offizier, Generalmajor der US-Army
- Creighton, William (1778–1851), US-amerikanischer Politiker (Demokratisch-Republikanische Partei)
- Creiling, Johann Conrad (1673–1752), deutscher Mathematiker, Naturphilosoph, Wunderdoktor und Alchemist
- Creilsheim, Johann Ludwig Christoph von (1767–1821), preußischer Generalmajor
- Creiniceanu, Carol (1939–2012), rumänischer Fußballspieler
- Creischer, Alice (* 1960), deutsche Konzeptkünstlerin
- Creitz, James (* 1957), US-amerikanischer Bratschist
- Creizenach, Julius (1816–1885), Mitglied des Verwaltungsgerichtshofs Darmstadt
- Creizenach, Michael (1789–1842), deutscher Pädagoge und jüdischer Theologe
- Creizenach, Theodor (1818–1877), deutscher Lehrer, Dichter und Literaturhistoriker
- Creizenach, Wilhelm (1851–1919), deutscher Literaturwissenschaftler

### Crel
- Creley, Jack (1926–2004), US-amerikanischer Schauspieler
- Crelinger, Auguste (1795–1865), deutsche Schauspielerin
- Crelinger, Ludwig (1836–1904), deutscher Theaterschauspieler, -regisseur, Redakteur und Schriftsteller
- Crelinger, Otto (1802–1874), deutscher Bankier und Pionier der Versicherungswirtschaft
- Crelinger, Otto (1850–1926), preußischer Generalleutnant
- Crell, Christoph Ludwig (1703–1758), deutscher Literatur- und Rechtswissenschaftler
- Crell, Johann Christian (1690–1762), sächsischer Notar, Amts- und Ratsauktionator und -taxator, Buchhändler und Historiograf
- Crell, Johann Friedrich (1707–1747), deutscher Anatom und Physiologe
- Crell, Lorenz von (1744–1816), deutscher Mediziner, Bergrat und Chemiker
- Crell, Ludwig Christian (1671–1733), deutscher Philosoph
- Crell, Paul (1531–1579), deutscher lutherischer Theologe
- Crell, Samuel (1660–1747), unitarischer Prediger, Theologe und Schriftsteller
- Crell, Wolfgang der Jüngere (1592–1663), deutscher reformierter Theologe und kurfürstlich-brandenburgischer Domprediger in Cölln
- Crell-Spinowski, Christopher (1622–1680), unitarischer Theologe und Prediger
- Crelle, August (1780–1855), deutscher Mathematiker, Architekt und Ingenieur
- Crellius, Johannes (1590–1633), polnisch-deutscher sozinianischer Theologe und Pädagoge

### Crem
- Crema, Katya (* 1988), australische Freestyle-Skisportlerin
- Cremani, Luigi (1748–1838), italienischer Jurist, Gelehrter und Richter des Großherzogtum Toskana
- Cremaschi, Atilio (1923–2007), chilenischer Fußballspieler
- Cremaschi, Benjamin (* 2005), US-amerikanisch-argentinischer FußballspielerBenjamin Cremaschi (* 2005)

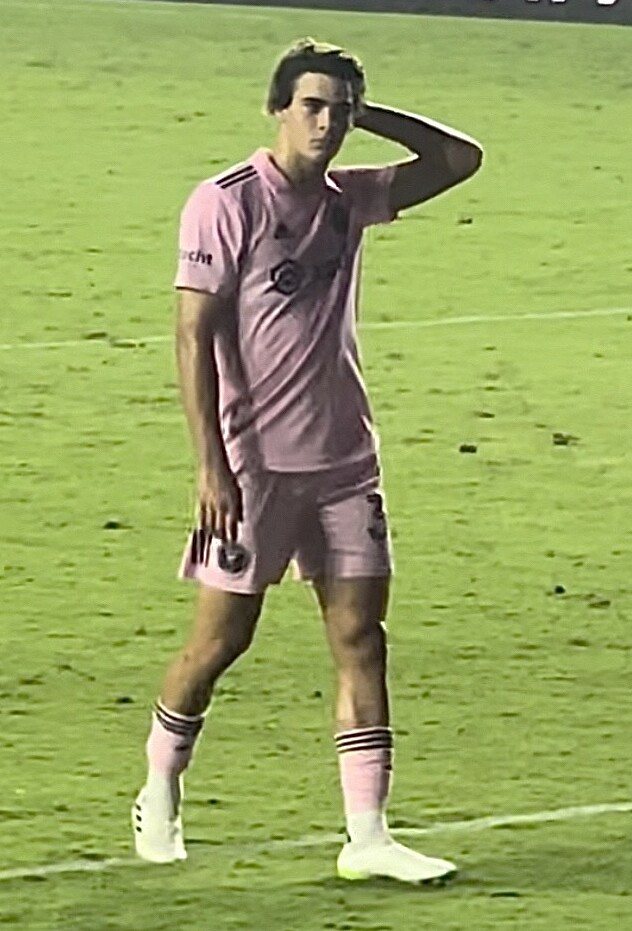
Benjamin Cremaschi (* 2005)

- Cremaschi, George (* 1963), US-amerikanischer Jazz- und Improvisationsmusiker
- Cremaschi, Inìsero (1928–2014), italienischer Schriftsteller, Drehbuchautor und Literaturkritiker
- Cremaschi, Renzo (* 1998), argentinischer Hürdenläufer
- Cremata, Carlos Esteban (1923–1985), argentinischer römisch-katholischer Geistlicher, Bischof von Santo Tomé
- Crémazie, Octave (1827–1879), kanadischer Lyriker, Schriftsteller und Buchhändler
- Creme, Benjamin (1922–2016), schottischer Künstler und theosophischer Autor
- Creme, Lol (* 1947), englischer Musiker
- Cremeans, Frank (1943–2003), US-amerikanischer Politiker
- Cremen, Margaret (* 1999), irische Ruderin
- Cremer, Arnold (1875–1958), deutscher Jurist, Unternehmer und Politiker (Zentrum), MdL
- Cremer, Bruno (1929–2010), französischer Schauspieler
- Crémer, Camille (1840–1876), französischer Offizier
- Cremer, Carl (1876–1953), deutscher Politiker (DVP), MdR
- Cremer, Carl Hubert (1858–1938), deutscher Reiseexportunternehmer und Vogelzüchter
- Cremer, Christa (1921–2010), deutsche Malerin, Grafikerin, Bildhauerin und Keramikerin
- Cremer, Christof (* 1969), deutscher Bühnen- und Kostümbildner mit Schwerpunkt Musiktheater und Ballett
- Cremer, Christoph (* 1944), deutscher Physiker
- Crémer, Clarisse (* 1989), französische Segelsportlerin
- Cremer, Claus (* 1979), deutscher Politiker (NPD) und NeonaziClaus Cremer (* 1979)

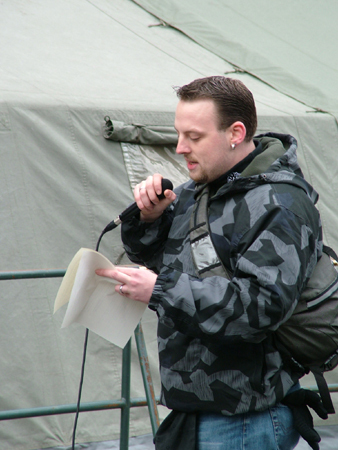
Claus Cremer (* 1979)

- Cremer, Constant (1886–1937), niederländischer Fußballspieler
- Cremer, Curt (1926–2016), deutscher Dirigent
- Cremer, Daniel (* 1983), deutscher Theaterregisseur, Autor und Performancekünstler
- Cremer, Dieter (1944–2017), deutscher Chemiker
- Cremer, Drutmar (1930–2021), deutscher Schriftsteller, Verleger und Theologe
- Cremer, Erika (1900–1996), deutsche Physikerin, Professorin der Physikalischen Chemie
- Cremer, Esther (* 1988), deutsche Leichtathletin
- Cremer, Folkhard (* 1961), deutscher Kunsthistoriker und Denkmalpfleger
- Cremer, Franz (1845–1908), deutscher Historienmaler
- Cremer, Freddy (* 1957), belgischer Sekundarschullehrer, Historiker und Politiker von ProDG
- Cremer, Friedrich (1920–2010), deutscher Politiker (SPD), MdL, Agent der DDR-Staatssicherheit
- Cremer, Friedrich Albert (1824–1891), deutscher Architekt und preußischer Baubeamter des Spätklassizismus und der Neorenaissance
- Cremer, Fritz (1906–1993), deutscher Bildhauer
- Cremer, Georg (* 1952), deutscher Volkswirtschaftler
- Cremer, Gilla (* 1956), deutsche freischaffende Schauspielerin und Autorin
- Cremer, Hannelore (1930–2024), deutsche Schauspielerin
- Cremer, Hans Martin (1890–1953), deutscher Schriftsteller, Komponist und Liedtexter
- Cremer, Hans-Diedrich (1910–1995), deutscher Ernährungsphysiologe und Hochschullehrer
- Cremer, Hans-Joachim (* 1960), deutscher Rechtswissenschaftler und Hochschullehrer
- Cremer, Harald (* 1962), deutscher Kameramann
- Cremer, Hermann (1834–1903), deutscher lutherischer Theologe
- Cremer, Hubert (1897–1983), deutscher Mathematiker und Computerpionier; Gründer Rechenzentrum RWTH Aachen
- Cremer, Ingo (* 1974), deutscher Kraftsportler
- Cremer, Jacob Theodoor (1847–1923), niederländischer Politiker und Wirtschaftsmanager
- Cremer, Jakob (1872–1940), deutscher Unternehmer
- Cremer, Jan (1940–2024), niederländischer Schriftsteller, Maler und Grafiker
- Cremer, Jean-Marie (* 1945), belgischer Bauingenieur
- Cremer, Jessica Sonia, deutsche Theaterregisseurin
- Cremer, Johann Peter (1785–1863), deutscher Architekt und Baumeister des Klassizismus und der Neugotik
- Cremer, Leo (1911–1989), deutscher Maler, Zeichner und Restaurator
- Cremer, Lothar (1905–1990), deutscher Elektrotechniker und Akustiker
- Cremer, Ludwig (1909–1982), deutscher Regisseur, Schauspieler und Hörspielsprecher
- Cremer, Manfred (* 1946), deutscher Fußballspieler
- Cremer, Marcel (1955–2009), belgischer Regisseur
- Cremer, Martin (1913–1988), deutscher Bibliothekar
- Cremer, Matthias (* 1956), österreichischer Pressefotograf
- Cremer, Max (1865–1935), deutscher Physiologe
- Cremer, Melanie (* 1970), deutsche Hockeyspielerin
- Cremer, Peter-Erich (1911–1992), deutscher U-Boot-Kommandant der Kriegsmarine
- Cremer, Reinhard Diedrich (1821–1884), deutscher Kaufmann
- Cremer, Robert Ferdinand (1826–1882), deutscher Architekt und Baumeister des Spätklassizismus und der Neorenaissance
- Cremer, Rolf (* 1949), deutscher Wirtschaftswissenschaftler
- Cremer, Siegfried (1929–2015), deutscher bildender Künstler, Sammler und Restaurator
- Cremer, Ted (1902–1979), niederländischer Ruderer
- Cremer, Thomas (* 1945), deutscher Mediziner
- Cremer, Thomas (* 1948), deutscher Jazz-Schlagzeuger
- Cremer, Tobias (* 1992), deutscher Politiker (SPD), MdEPTobias Cremer (* 1992)

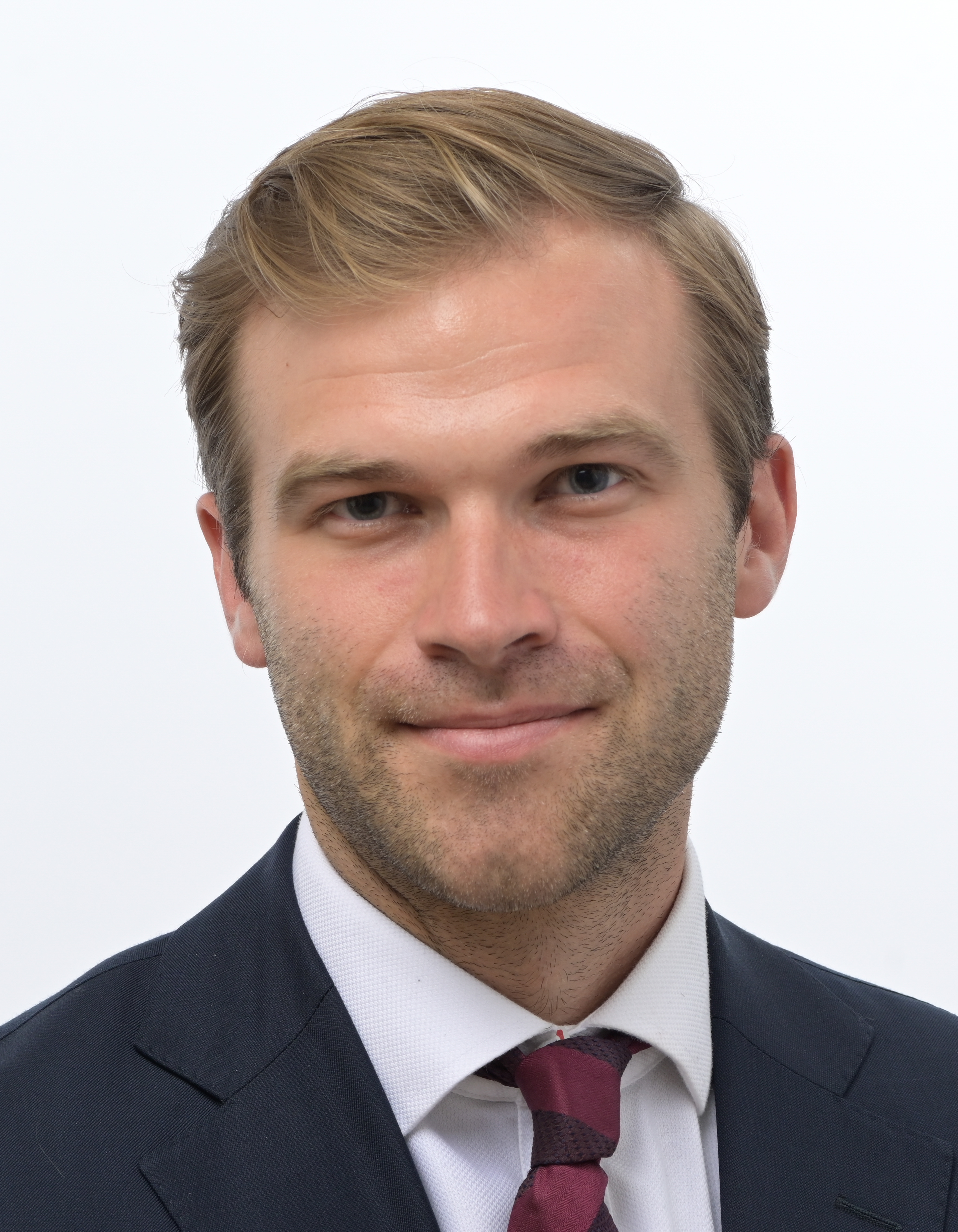
Tobias Cremer (* 1992)

- Cremer, Ufke (1887–1958), deutscher Gymnasiallehrer und Heimatforscher
- Cremer, Ute (* 1952), deutsche Schauspielerin
- Cremer, Uwe (* 1965), deutscher Musiker
- Crémer, Victoriano († 2009), spanischer Schriftsteller, Dichter und Journalist
- Cremer, Wilhelm (1845–1919), deutscher Architekt und Hochschullehrer
- Cremer, Wilhelm (1874–1932), deutscher Schriftsteller und Übersetzer
- Cremer, Wilhelm Anton (1909–1981), deutscher Politiker (CDU)
- Cremer, William Randal (1828–1908), britischer Politiker und Friedensnobelpreisträger
- Cremer, Wolfram (* 1963), deutscher Rechtswissenschaftler und Hochschullehrer
- Cremer-Acre, Artur (1932–2011), deutscher Grafiker, Kunstmaler und Buchillustrator
- Cremer-Renz, Christa (* 1945), deutsche Soziologin und Politikwissenschaftlerin
- Cremer-Schäfer, Helga (* 1948), deutsche Soziologin und Kriminologin
- Cremerius, Johannes (1918–2002), deutscher Psychoanalytiker und Vorkämpfer für psychosomatische Medizin und Interdisziplinarität
- Cremerius, Peter (1893–1959), deutscher Verwaltungsjurist und Landrat
- Cremers, Armin B. (* 1946), deutscher Informatiker und Prorektor der Universität Bonn
- Cremers, Daniel (* 1971), deutscher Informatiker und Hochschullehrer
- Cremers, Eline (1896–1996), niederländische Malerin, Bildhauer, Illustratorin und Dozentin
- Cremers, Hans Günther (1928–2004), deutscher Maler und Grafiker
- Cremers, Jan (* 1952), niederländischer Dozent, Soziologe und Politiker (PvdA), MdEP
- Cremers, Marie (1874–1960), niederländische Malerin Grafikerin, Illustratorin und Lithographin
- Cremers, Paul Joseph (1897–1941), deutscher Journalist und Schriftsteller
- Crémieu, Victor (1872–1935), französischer Physiker
- Crémieux, Adolphe (1796–1880), französischer Rechtsanwalt, Politiker und JournalistAdolphe Crémieux (1796–1880)

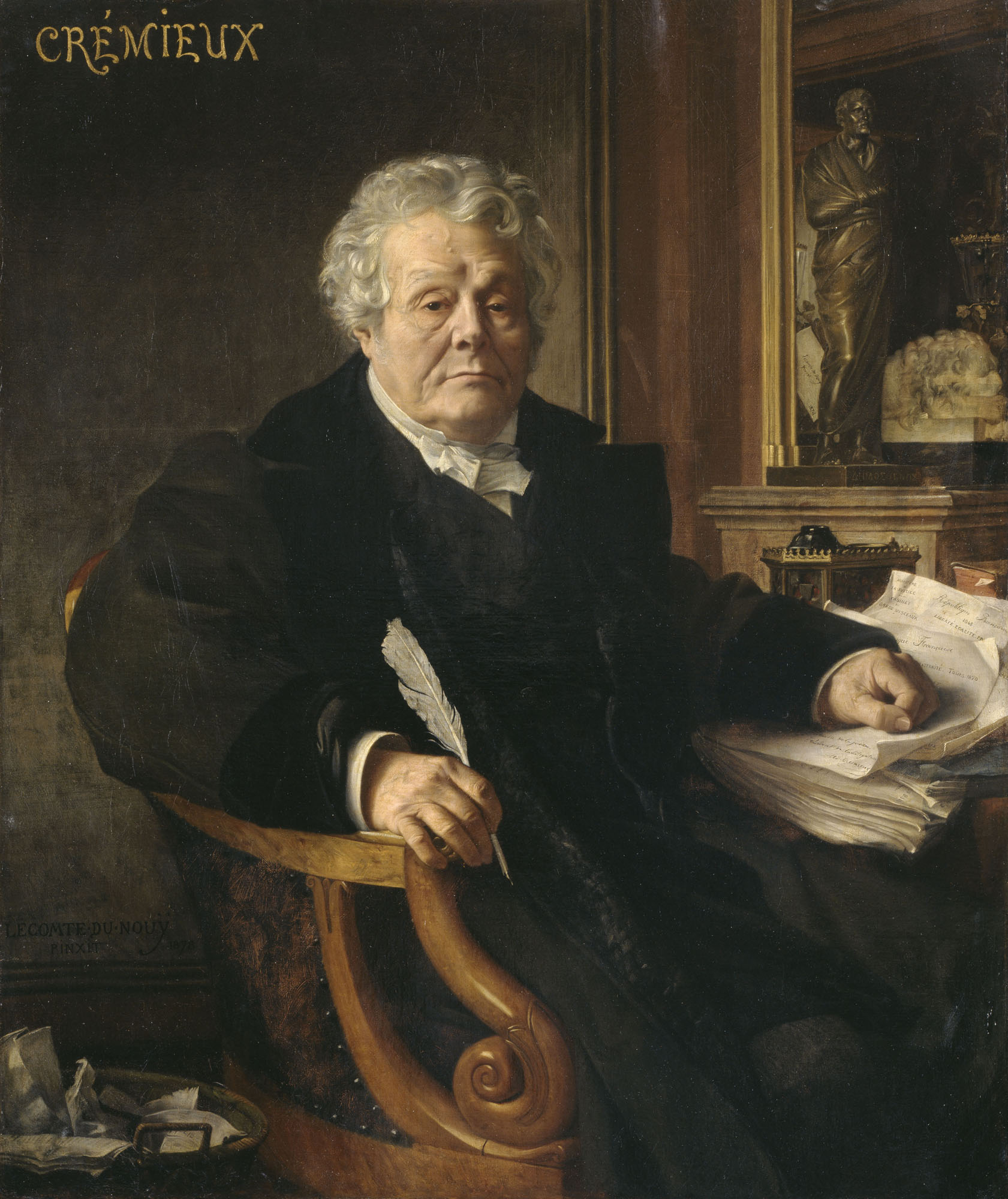
Adolphe Crémieux (1796–1880)

- Crémieux, Anne-Claude (* 1955), französische Infektiologin
- Crémieux, Benjamin (1888–1944), französischer Schriftsteller, Résistancekämpfer und Opfer des Holocaust
- Crémieux, Fernand (1857–1928), französischer Politiker, Mitglied der Nationalversammlung, Senator
- Crémieux, Hector (1828–1892), französischer Dramatiker und Librettist
- Crémieux, Henri (1896–1980), französischer Schauspieler
- Crémieux, Suzanne (1895–1976), französische Politikerin
- Crémieux-Brilhac, Jean-Louis (1917–2015), französischer Widerstandskämpfer und Historiker
- Cremin, Con (1908–1987), irischer Diplomat
- Cremin, David (* 1930), irischer römisch-katholischer Geistlicher, Weihbischof in Sydney
- Cremisi, Teresa (* 1945), französisch-italienische Verlegerin und Schriftstellerin
- Cremmer, Eugène (1942–2019), französischer theoretischer Physiker
- Cremona, Ena (1936–2024), maltesische Juristin und Richterin am Gericht der Europäischen Union
- Cremona, John (1918–2020), maltesischer Jurist, Lyriker und Sachbuchautor
- Cremona, Joseph Anthony (1922–2003), britischer Linguist und Romanist (Italianist, Französist, Hispanist und Maltesist)
- Cremona, Luigi (1830–1903), italienischer Mathematiker, Statiker (Cremonaplan) und Politiker
- Cremona, Orazio (* 1989), südafrikanischer Kugelstoßer
- Cremona, Paul (1946–2025), maltesischer Ordensgeistlicher und emeritierter Erzbischof von Malta
- Cremona, Tranquillo (1837–1878), italienischer Maler
- Cremona, Vicki Ann, maltesische Theaterwissenschaftlerin und ehemalige Diplomatin
- Cremonesi, Carlo (1866–1943), italienischer Geistlicher und Kurienkardinal der römisch-katholischen Kirche
- Cremonesi, Lelo (1919–2018), italienischer Grafiker, Fotograf und Designer
- Cremonini, Cesare (1550–1631), italienischer Naturphilosoph und Hochschullehrer
- Cremonini, Cesare (* 1980), italienischer Sänger, Songwriter und Filmschauspieler
- Cremonini, Leonardo (1925–2010), italienischer Maler
- Crémont, Pierre (1784–1846), französischer Violinist, Komponist und Dirigent
- Cremonte, Ángela, argentinisch-spanische Schauspielerin und Model
- Cremutius Cordus, Aulus († 25), römischer Geschichtsschreiber

### Cren
- Crenna, Richard (1926–2003), US-amerikanischer SchauspielerRichard Crenna (1926–2003)

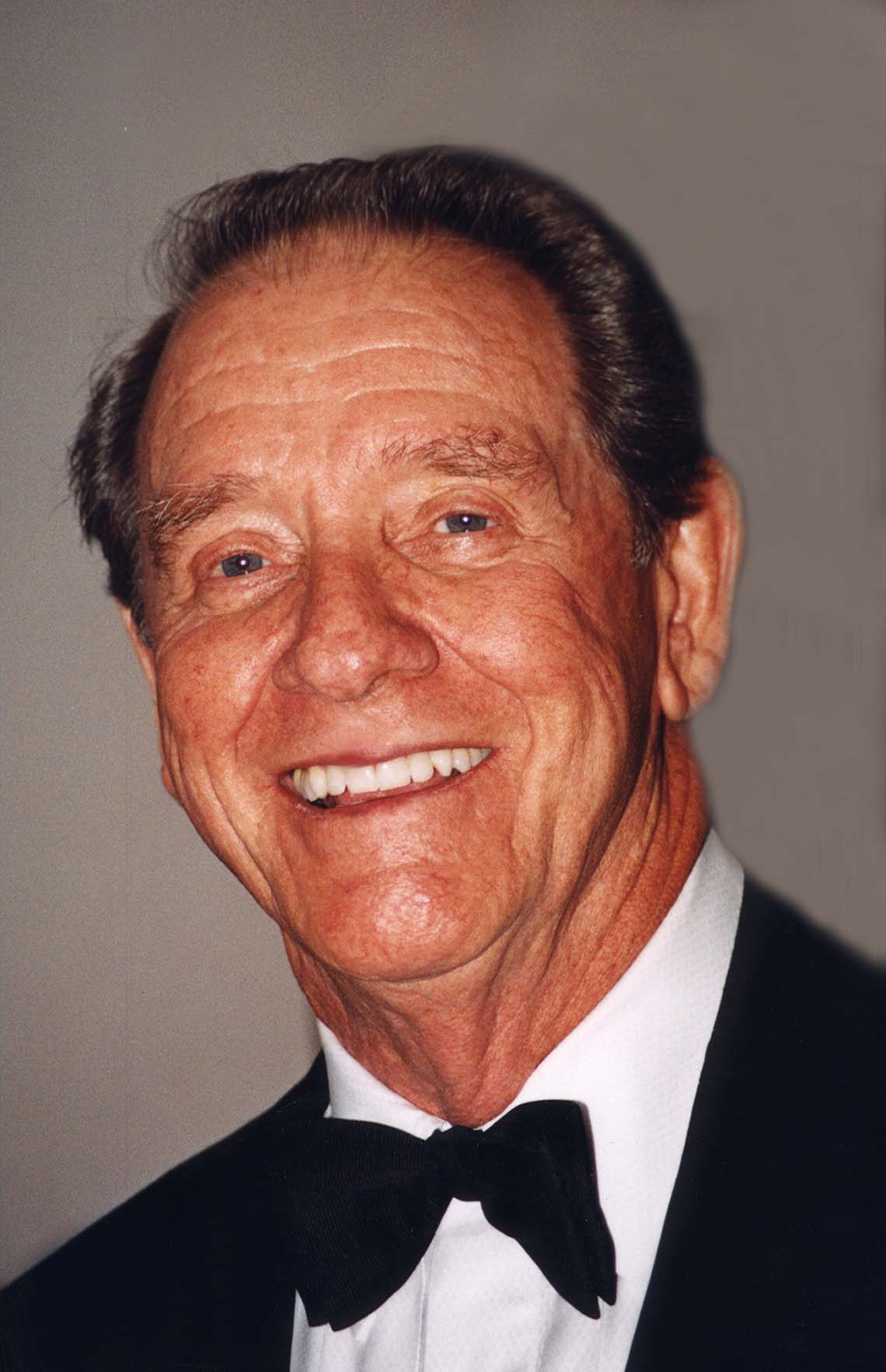
Richard Crenna (1926–2003)

- Crenne, Hélisenne de, französische Schriftstellerin
- Crennel, Romeo (* 1947), US-amerikanischer American-Football-Trainer
- Crenshaw, Ander (* 1944), US-amerikanischer Politiker
- Crenshaw, Ben (* 1952), US-amerikanischer Golfer
- Crenshaw, Charles (1933–2001), US-amerikanischer Chirurg und Verschwörungstheoretiker
- Crenshaw, Chris (* 1982), US-amerikanischer Jazzmusiker (Posaune, Komposition)
- Crenshaw, Dan (* 1984), amerikanischer Politiker der Republikanischen Partei
- Crenshaw, Kimberlé (* 1959), US-amerikanische Juristin

### Creo
- Creoda, erster König des angelsächsischen Königreiches Mercia
- Creola-Maag, Emmi (1912–2006), Schweizer Werbetexterin, Erfinderin der fiktiven Köchin Betty Bossi

### Crep
- Crepaldi, Giampaolo (* 1947), italienischer Geistlicher, emeritierter römisch-katholischer Bischof von Triest, Erzbischof
- Crepax, Guido (1933–2003), italienischer Comic-KünstlerGuido Crepax (1933–2003)

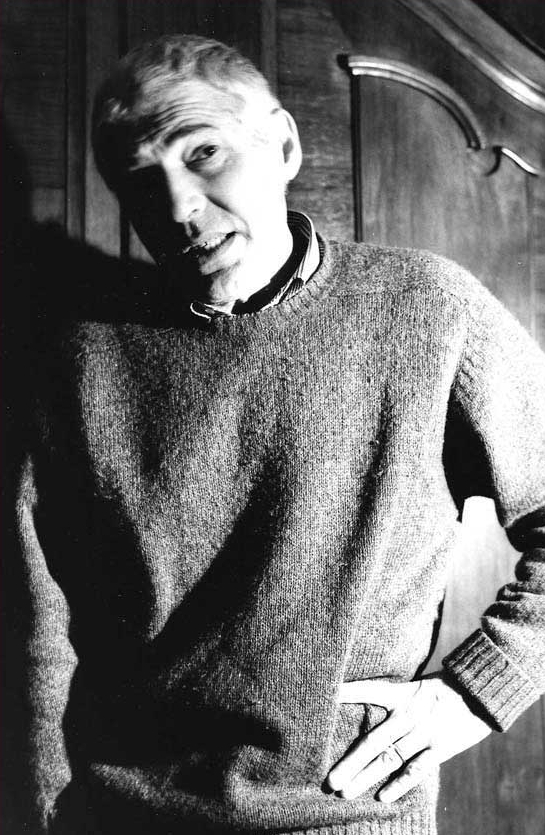
Guido Crepax (1933–2003)

- Crepaz, Adele (* 1849), österreichische Publizistin und Frauenrechtlerin
- Crepaz, Alfred (1904–1999), österreichischer Bildhauer
- Crepaz, Irene (* 1945), österreichische Politikerin (SPÖ), Mitglied des Bundesrates, MdEP
- Crepaz, Maria (* 1949), österreichische Galeristin, Kulturmanagerin und Festivalgründerin
- Crepaz-Maidl, Jakob (1874–1940), Südtiroler Bildhauer
- Crépeau, Claude (* 1962), kanadischer Informatiker
- Crépeau, Maxime (* 1994), kanadischer Fußballspieler
- Crépeau, Michel (1930–1999), französischer Politiker, Mitglied der Nationalversammlung
- Crépeaux, Robert (1900–1994), französischer Schachspieler
- Crepel, Mathieu (* 1984), französischer Snowboarder
- Crepereius Calpurnianus, römischer Historiker
- Crepereius Verecundus, Publius, römischer Offizier (Kaiserzeit)
- Crépet, Christophe (1807–1864), französischer Architekt
- Crépet, Jacques (1874–1952), französischer Journalist, Romanist und Literarhistoriker
- Crepin, Alain (* 1954), belgischer Komponist und Hochschullehrer
- Crépin, François (1830–1903), belgischer Botaniker
- Crépin, Louis-Philippe (1772–1851), französischer Marinemaler
- Crépin, Malin (* 1978), schwedische Schauspielerin
- Creplin, Friedrich Heinrich (1788–1863), deutscher Zoologe und Mediziner
- Crepon, Stefan (* 1996), französischer Schauspieler
- Crepon, Tom (1938–2010), deutscher Schriftsteller
- Crépy, Luc (* 1958), französischer Geistlicher und römisch-katholischer Bischof von Versailles

### Creq
- Creque, Neal (1940–2000), US-amerikanischer Jazzpianist und Komponist
- Créquy, Charles III. de (1624–1687), französischer General und Diplomat
- Créquy, François de (1629–1687), französischer General, Marschall von FrankreichFrançois de Créquy (1629–1687)

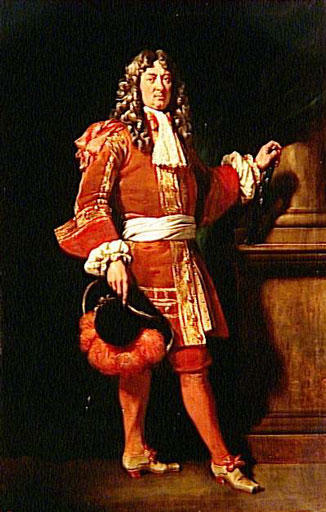
François de Créquy (1629–1687)

- Créquy, François de Bonne de († 1677), französischer Adliger und Militär, Gouverneur der Dauphiné
- Créquy, Jean V. de († 1474), burgundischer Militär, Gründungsmitglied des Ordens vom Goldenen Vlies

### Crer
- Crer, Pablo (* 1989), argentinischer Volleyballspieler
- Crerand, Pat (* 1939), schottischer Fußballspieler und -trainer
- Crerar, Henry (1888–1965), kanadischer General
- Crerar, John Chippewa (1827–1889), US-amerikanischer Unternehmer und Philanthrop
- Crerar, Thomas (1876–1975), kanadischer Politiker

### Cres
- Crès, Georges (1875–1935), französischer Verleger und Buchhändler
- Crescas, Chasdaj, spanisch-jüdischer Gelehrter und Religionsphilosoph
- Crescens, Jünger Jesu
- Crescens, römischer Wagenlenker
- Crescenti, Federico (* 2004), Schweizer Fußballspieler
- Crescentia († 304), Heilige und christliche Märtyrin
- Crescentianus, Märtyrer und Heiliger
- Crescentianus von Città di Castello, christlicher Märtyrer und römischer Soldat
- Crescentianus von Rom (292–303), christlicher Märtyrer der diokletianischen Christenverfolgung
- Crescentina, Cannutia, römische Vestalin
- Crescentini, Carolina (* 1980), italienische SchauspielerinCarolina Crescentini (* 1980)

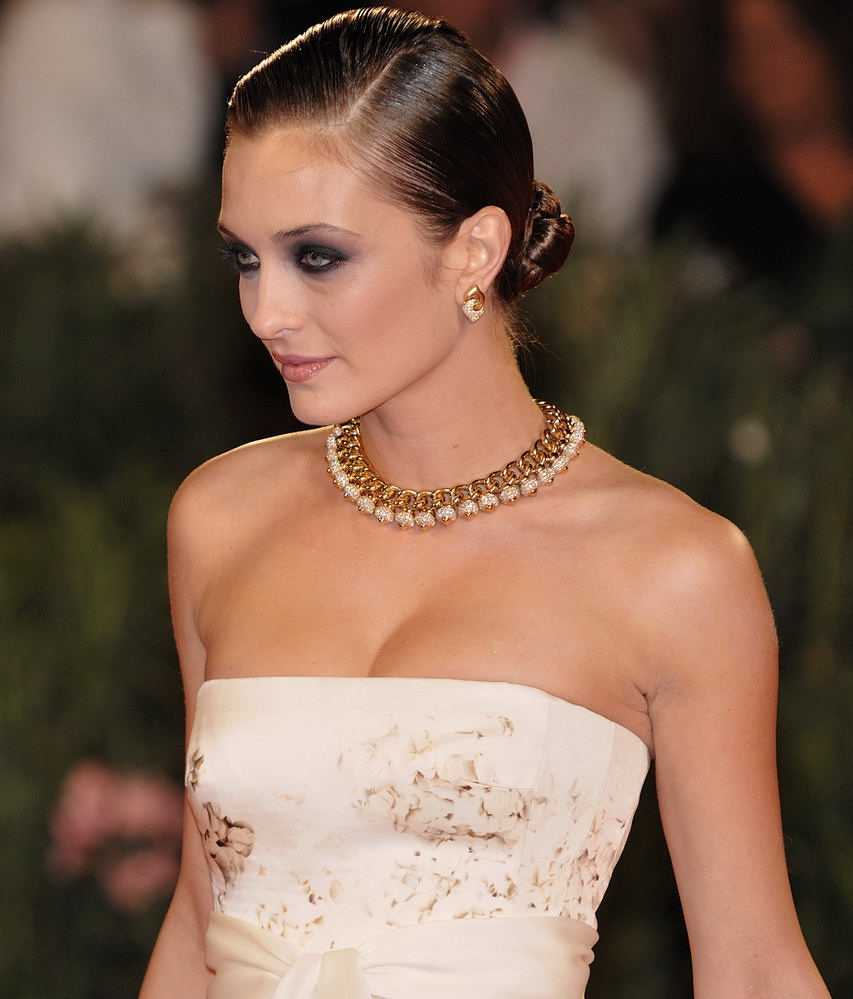
Carolina Crescentini (* 1980)

- Crescentini, Dino (1947–2008), san-marinesischer Bobfahrer
- Crescentini, Federico (1982–2006), san-marinesischer Fußballspieler
- Crescentini, Girolamo (1762–1846), italienischer Kastrat, Opernsänger (Sopran), Gesangspädagoge und Komponist
- Crescentius de Theodora († 984), römischer Patrizier und Politiker zur Zeit Kaiser Ottos II.
- Crescentius I. Nomentanus († 998), römischer Patrizier und Gegenspieler Kaiser Ottos III.
- Crescenzi, Alessandro (1607–1688), italienischer Bischof, Kardinal und Patriarch
- Crescenzi, Giovanni Battista (1577–1635), Architekt und Maler im Frühbarock in Italien und Spanien
- Crescenzi, Giulia (* 1996), italienische Tennisspielerin
- Crescenzi, Marcello († 1630), Bischof von Assisi (1591–1630)
- Crescenzi, Marcello (1500–1552), Kardinal der Römischen Kirche
- Crescenzi, Marcello (1694–1768), italienischer Geistlicher, Kurienkardinal und Erzbischof von Ferrara
- Crescenzi, Pier Paolo (1572–1645), italienischer Kardinal der römisch-katholischen Kirche
- Crescenzio da Jesi († 1263), franziskanischer Generalminister, Bischof von Assisi und Jesi
- Crescenzio, Antonello (1467–1542), italienischer Maler
- Crescimbeni, Giovanni Mario (1663–1728), italienischer Dichter, Historiker und Kustode der Accademia dell’Arcadia
- Crescimone, Francesco (* 1937), italienischer Dokumentarfilmer
- Crescini, Remigio (1757–1830), italienischer Geistlicher, Bischof von Parma und Kardinal der Römischen Kirche
- Crescini, Vincenzo (1857–1932), italienischer Romanist und Provenzalist
- Crescio, Júpiter, uruguayischer Fußballspieler
- Creshevsky, Noah (1945–2020), US-amerikanischer Komponist
- Creskoff, Rebecca (* 1971), US-amerikanische Schauspielerin
- Cresp, Christophe (* 1974), französischer Unternehmer und Autorennfahrer
- Crespel, Johann Bernhard (1747–1813), deutscher Jurist, Archivar und Schriftsteller
- Crespel, Louis (1838–1878), belgischer Soldat
- Crespi, Bernard, US-amerikanischer Evolutions- und Soziobiologe
- Crespi, Cristoforo Benigno (1833–1920), italienischer Baumwollindustrieller
- Crespi, Daniele (1597–1630), italienischer Maler
- Crespi, Eugen (1854–1952), österreichischer Jurist und Bergsteiger
- Crespi, Giovanni Battista (1573–1632), italienischer Maler
- Crespi, Giuseppe Maria (1665–1747), italienischer Maler und Radierer
- Crespí, Guillem (* 2002), spanischer Sprinter
- Crespí, Juan (1721–1782), spanischer Missionar
- Crespí, Margalida (* 1990), spanische Synchronschwimmerin
- Crespí, Paula (* 1998), spanische Wasserballspielerin
- Crespi, Silvio (1868–1944), italienischer Unternehmer, Erfinder und Politiker
- Crespi, Todd (* 1951), US-amerikanischer Schauspieler und Maler
- Crespin, Adolphe (1859–1944), belgischer Maler, Fassadengestalter und Plakatkünstler
- Crespin, Antoine († 1472), französischer Prälat, Bischof von Laon, Erzbischof von Narbonne
- Crespin, Jean († 1572), französischer Jurist in Arras, Parlamentsadvokat in Paris und Autor, Buchdrucker und Verleger in Genf
- Crespin, Michel (1955–2001), französischer Comiczeichner
- Crespin, Régine (1927–2007), französische Opernsängerin (Sopran)Régine Crespin (1927–2007)

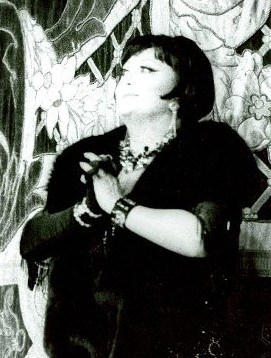
Régine Crespin (1927–2007)

- Crespo de la Serna, Jorge Juan (1887–1978), mexikanischer Künstler, Kunstkritiker und -historiker
- Crespo, Antonio (1891–1989), spanischer Radrennfahrer
- Crespo, Antonio F. (1851–1893), argentinischer Arzt, Bürgermeister von Buenos Aires
- Crespo, Carlos (* 1947), uruguayisch-deutscher Hornist
- Crespo, Daniel Marcel (* 1980), deutsch-uruguayischer Trompeter
- Crespo, Elvis (* 1971), puerto-ricanischer Musiker
- Crespo, Enrique (1941–2020), uruguayisch-deutscher Posaunist
- Crespo, Esteban (* 1971), spanischer Filmregisseur und Drehbuchautor
- Crespo, Hernán (* 1975), argentinischer Fußballspieler und -trainer
- Crespo, Joaquín (1841–1898), venezolanischer General und Präsident
- Crespo, José Ángel (* 1987), spanischer Fußballspieler
- Crespo, José Antonio (* 1977), spanischer Badmintonspieler
- Crespo, Marcos (* 1986), argentinischer Bahn- und Straßenradrennfahrer
- Crespo, Miguel (* 1996), portugiesisch-französischer Fußballspieler
- Crespo, Milagros (* 1979), kubanische Beachvolleyballspielerin
- Crespo, Ulrike (1950–2019), deutsche Fotografin, Psychologin und Mäzenin
- Cresques, Abraham (* 1325), katalanischer Kartograf
- Cresques, Jehuda, jüdischer Kartograf
- Cress, Curt (* 1952), deutscher Schlagzeuger und KomponistCurt Cress (* 1952)

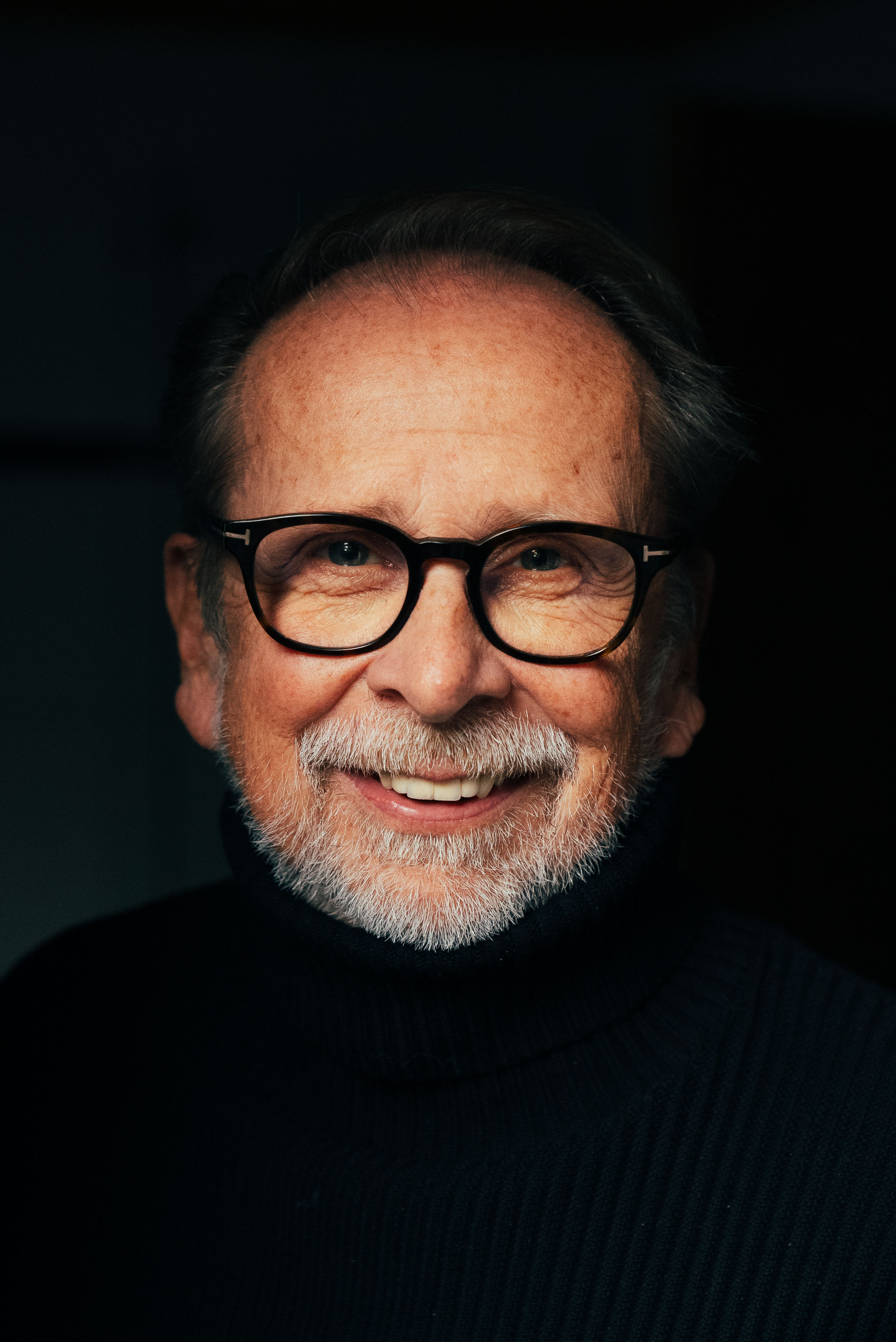
Curt Cress (* 1952)

- Cress, Lauro (* 1983), deutscher Filmregisseur und Drehbuchautor
- Cress, Mariana (* 1998), marshallische Sprinterin
- Cress, Maximilian Ferreira (* 1979), deutscher Journalist, Filmproduzent und Schriftsteller
- Cress, Roman (* 1977), marshallischer Sprinter
- Cress, Ulrike (* 1965), deutsche Psychologin
- Cressall, Nellie (1882–1973), britische Frauenrechtlerin und Kommunalpolitikerin
- Cressari, Maria (* 1943), italienische Radrennfahrerin
- Cressent, Charles (1685–1768), französischer Kunsttischler
- Cresser, Frederick (1872–1919), US-amerikanischer Ruderer
- Cressey, Donald R. (1919–1987), US-amerikanischer Soziologe und Kriminologe
- Cressingham, Clara (1863–1906), US-amerikanische Politikerin
- Cressingham, Hugh de († 1297), englischer Geistlicher und Militär
- Cressman, Beverley, britische Schauspielerin
- Cressman, Larry (* 1945), US-amerikanischer Grafiker und Installationskünstler
- Cressman, Luther Sheeleigh (1897–1994), US-amerikanischer Altamerikanist und Anthropologe
- Cresson, Charles (1874–1949), US-amerikanischer Tennisspieler
- Cresson, Édith (* 1934), französische Politikerin (PS), Mitglied der Nationalversammlung, MdEPÉdith Cresson (* 1934)

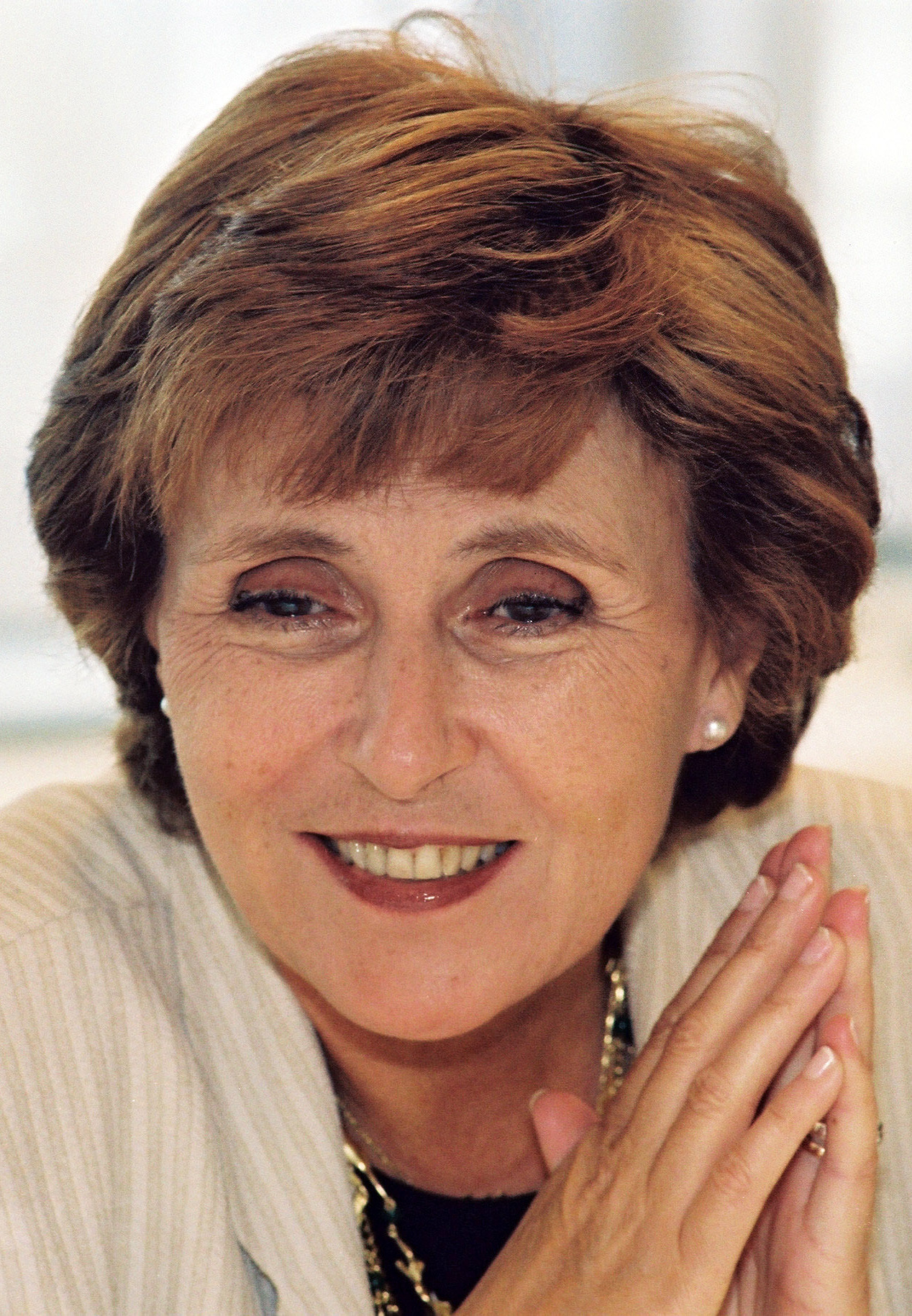
Édith Cresson (* 1934)

- Cressoni, Ermanno (1939–2005), italienischer Fahrzeugdesigner
- Cressoni, Matteo (* 1984), italienischer Autorennfahrer
- Cressot, Marcel (1896–1961), französischer Romanist und Stilforscher
- Cressoy, Pierre (1924–1980), französischer Schauspieler
- Cresswell, Aaron (* 1989), englischer Fußballspieler
- Cresswell, Charlie (* 2002), englischer Fußballspieler
- Cresswell, Gary (* 1956), britischer Radrennfahrer
- Cresswell, Helen (1934–2005), britische Bestseller-Autorin
- Cresswell, Kenny (* 1958), neuseeländischer Fußballspieler
- Cresswell, Luke (* 1963), britischer Filmregisseur, Drehbuchautor und Filmkomponist
- Cresswell, Max (1939–2024), neuseeländischer Philosoph und Logiker
- Cressy, Jessica (* 1990), französische Schauspielerin
- Cressy, Maxime (* 1997), US-amerikanischer Tennisspieler
- Cresta, Broc (1987–2012), US-amerikanischer Rodeo-Reiter
- Cresta, Jorge Chávez (* 1961), peruanischer Bauingenieur, Rechtsanwalt und Offizier
- Crestadoro, Giuseppe († 1808), italienischer Maler des Spätbarock auf Sizilien
- Crestan, Eliott (* 1999), belgischer Mittelstreckenläufer
- Crestani, Antonia (* 1999), chilenische Stabhochspringerin
- Crestani, Fabrizio (* 1987), italienischer Automobilrennfahrer
- Cresté, René (1881–1922), französischer Stummfilmschauspieler und Regisseur
- Cresti, Domenico (1559–1638), italienischer Maler
- Cresto, Gilles (* 1959), monegassischer Bogenschütze
- Creston, Paul (1906–1985), amerikanischer Musiker und Komponist
- Creswell, Frederic (1866–1948), südafrikanischer Politiker
- Creswell, John Angel James (1828–1891), US-amerikanischer Politiker
- Creswell, Keppel Archibald Cameron (1879–1974), britischer Architekturhistoriker
- Creswell, Robert († 1850), US-amerikanischer Politiker
- Creswick, Benjamin (1853–1946), englischer Bildhauer

### Cret
- Cret, Paul Philippe (1876–1945), französischer Architekt, Industriedesigner und Hochschullehrer
- Cretara, Laura (* 1939), italienische Medailleurin und Bildhauerin
- Cretella, Albert W. (1897–1979), US-amerikanischer Politiker
- Creter, Klaus-Peter (* 1943), deutscher Politiker (CDU), MdVK, MdB
- Crétet, Emmanuel (1747–1809), französischer Finanzier und Politiker
- Cretì, Leone (* 1957), italienischer Regisseur und Schauspieler
- Creti, Vasco (1894–1945), italienischer Schauspieler
- Crétier, Claude (* 1977), französischer Skirennläufer
- Crétier, Jean-Luc (* 1966), französischer Skirennläufer
- Crétin, Guillaume (1460–1525), französischer Geistlicher und Dichter
- Cretin, Léonce (1910–1994), französischer Skilangläufer
- Cretius, Konstantin (1814–1901), deutscher Maler
- Créton, Lola (* 1993), französische Schauspielerin
- Creton, Michel (* 1942), französischer Schauspieler
- Cretoni, Serafino (1833–1909), italienischer römisch-katholischer Geistlicher und Kurienkardinal
- Cretskens, Wilfried (* 1976), belgischer Radrennfahrer
- Crettenand, Didier (* 1986), Schweizer Fußballspieler
- Crettenand-Moretti, Isabella (* 1963), Schweizer Skibergsteigerin, Langstrecken- und Bergläuferin
- Crettier, Rezső (1878–1945), ungarischer Leichtathlet
- Cretton, Cilette (* 1945), schweizerische Lehrerin, Politikerin und Frauenrechtlerin
- Cretton, Destin Daniel (* 1978), US-amerikanischer Regisseur, Drehbuchautor und FilmproduzentDestin Daniel Cretton (* 1978)

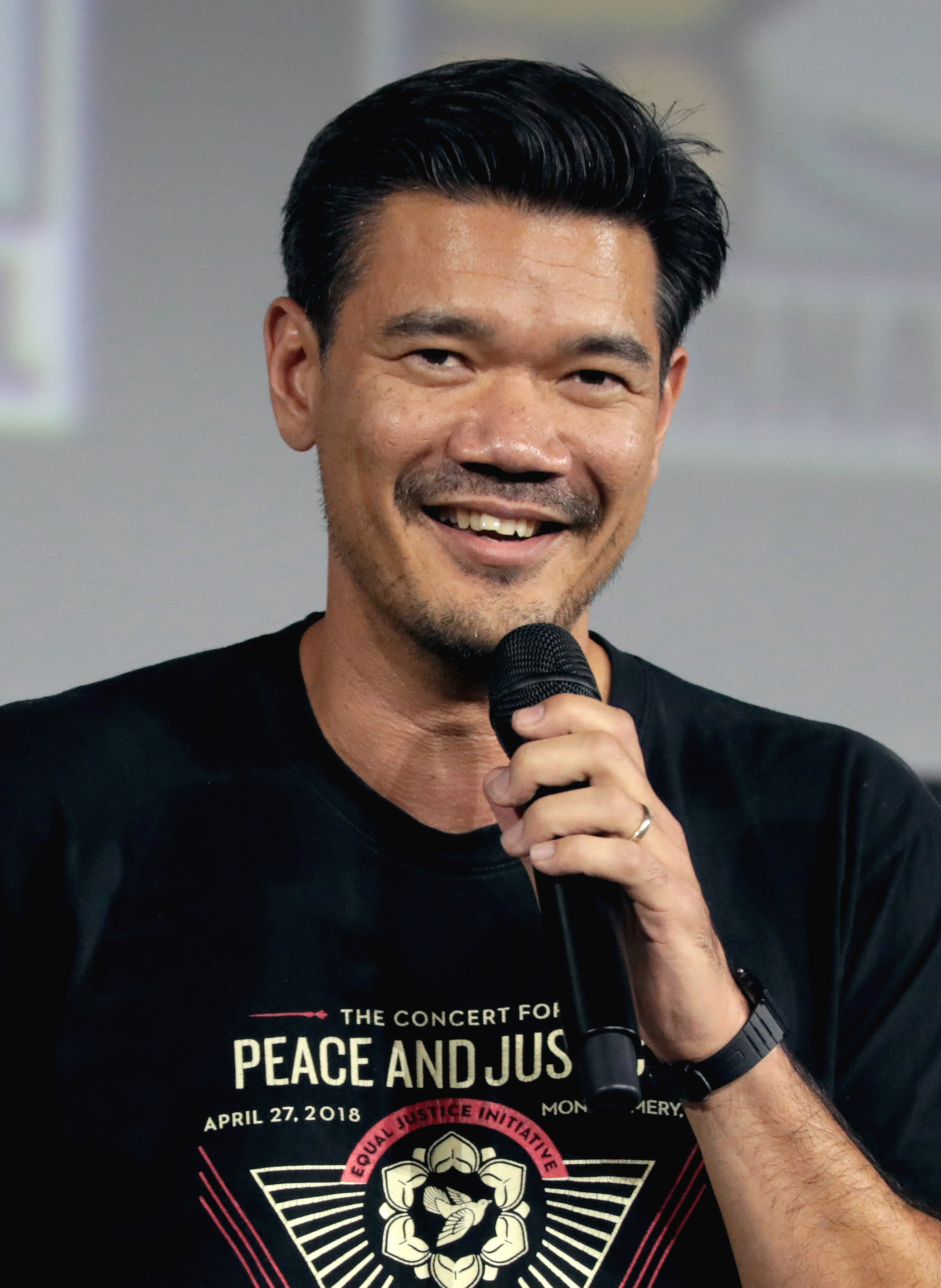
Destin Daniel Cretton (* 1978)

- Crețu, Cezar (* 2001), rumänischer Tennisspieler
- Crețu, Corina (* 1967), rumänische Politikerin, EU-Kommissarin
- Crețu, Gabriela (* 1965), rumänische Politikerin und MdEP für Rumänien
- Cretu, Michael (* 1957), rumänischer Musikproduzent
- Crețu, Valentin (* 1989), rumänischer Fußballspieler
- Crețulescu, Constantin A. (1809–1884), rumänischer Politiker, Ministerpräsident
- Crețulescu, Nicolae (1812–1900), rumänischer Mediziner, Diplomat und Politiker
- Crețulescu, Tamara (* 1949), rumänische Schauspielerin
- Cretzschmar, Ludwig (1792–1862), deutscher Gutsbesitzer, hessischer Politiker und Abgeordneter
- Cretzschmar, Philipp Jakob (1786–1845), deutscher Arzt und Zoologe

### Creu
- Créu, MC (* 1978), brasilianischer Produzent und DJ der Musikrichtung Baile Funk in Rio de Janeiro
- Creus y Martí, Jaime (1760–1825), Erzbischof von Tarragona und spanischer Politiker
- Creus, Antonio (1924–1996), spanischer Automobil- und Motorradrennfahrer
- Creus, Éliane de (1905–1997), französische Schauspielerin und Sängerin (Sopran)
- Creus, Julian (1917–1992), britischer Gewichtheber
- Creusel, Nicolaus (1627–1676), deutscher Rechtswissenschaftler
- Creusen, Utho (* 1956), deutscher Sozialpsychologe
- Creutz, Carl Gustaf (1660–1728), schwedischer Freiherr und Generalmajor der schwedischen Kavallerie
- Creutz, Claire (1886–1938), deutsche Schauspielerin bei Bühne und Film
- Creutz, Eckhard (* 1943), deutscher Kommunalbeamter, Stadtdirektor von Düren
- Creutz, Ehrenreich Bogislaus von († 1733), preußischer Staatsminister
- Creutz, Friedrich Karl Kasimir von (1724–1770), deutscher Dichter, Philosoph, Publizist und Politiker
- Creutz, Gerhard (1911–1993), deutscher Ornithologe
- Creutz, Helmut (1923–2017), deutscher Wirtschaftsanalytiker und Publizist
- Creutz, Lorentz der Ältere (1615–1676), schwedischer Admiral
- Creutz, Ludwig (1817–1860), nassauischer Politiker
- Creutz, Martin Friedrich († 1735), preußischer Landbaudirektor und Kammerrat
- Creutz, Max (1876–1932), deutscher Kunsthistoriker
- Creutz, Michael (* 1944), amerikanischer Physiker
- Creutz, Otto (1889–1951), preußischer LandratOtto Creutz (1889–1951)

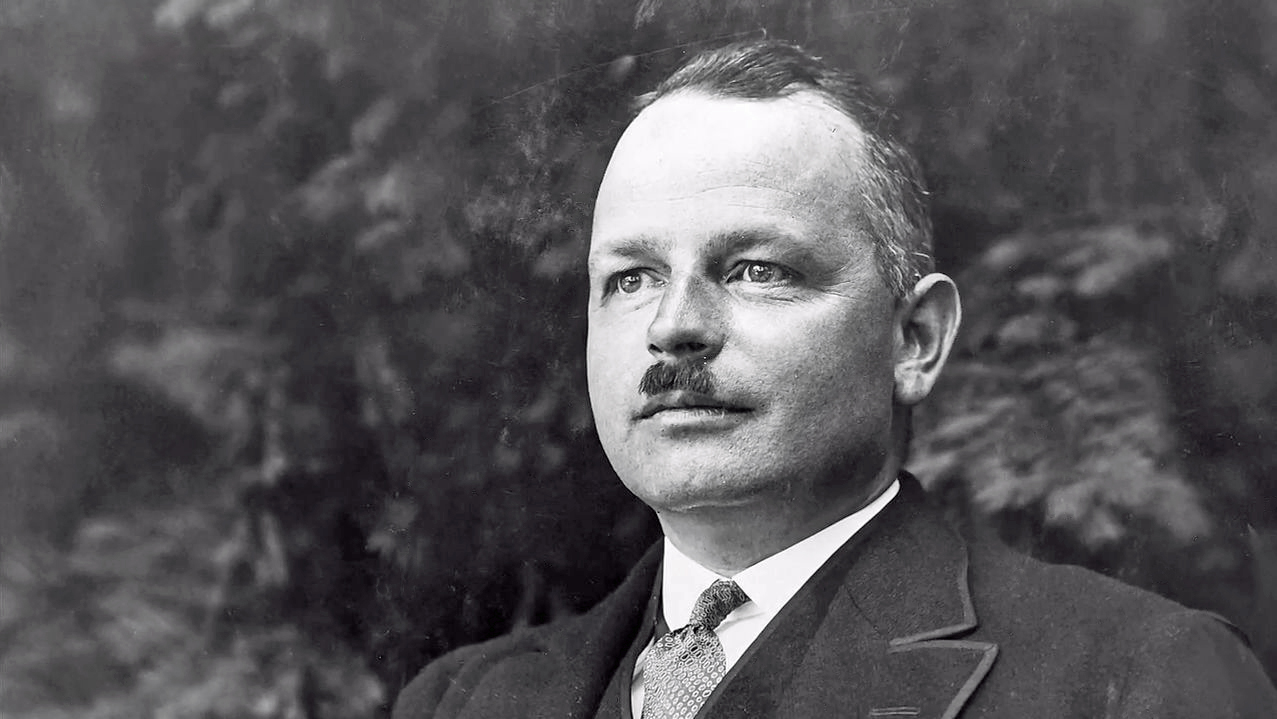
Otto Creutz (1889–1951)

- Creutz, Rudolf (1896–1980), deutscher SS-Führer und verurteilter Kriegsverbrecher
- Creutz, Ursula (1909–2006), deutsche Germanistin und Kirchenhistorikerin
- Creutz, Walter (1898–1971), deutscher Psychiater
- Creutz-Vilvoye, Patricia (* 1964), belgische Politikerin
- Creutzberger, Jürgen († 1645), deutscher Formschneider und Briefmaler
- Creutzburg, August (1892–1941), deutscher Politiker (KPD, SPD, USPD), MdR
- Creutzburg, Daniel, deutscher Orgelbaumeister
- Creutzburg, Johannes (* 1686), deutscher Orgelbaumeister
- Creutzburg, Nikolaus (1893–1978), deutscher Geograph und Hochschulprofessor
- Creutzburg, Olaf (* 1970), deutscher Theaterschauspieler
- Creutzburg, Torsten (* 1979), deutscher Radiomoderator, Journalist und Sprecher
- Creutzenberg, Hermann (1923–1998), deutscher Politiker (NSDAP, CDU), MdL
- Creutzer, Charles Auguste (1780–1832), französischer Brigadegeneral deutscher Herkunft
- Creutzfelder, Joachim Georg (1622–1702), deutscher Maler des Barocks
- Creutzfeldt, Hans Gerhard (1885–1964), deutscher Neurologe; Entdecker der Creutzfeldt-Jakob-KrankheitHans Gerhard Creutzfeldt (1885–1964)

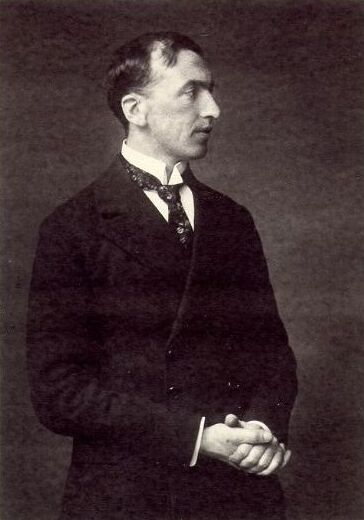
Hans Gerhard Creutzfeldt (1885–1964)

- Creutzfeldt, Malte (* 1953), deutscher Jurist und Richter am Bundesarbeitsgericht
- Creutzfeldt, Otto (1927–1992), deutscher Neurologe
- Creutzfeldt, Werner (1924–2006), deutscher Internist und Hochschullehrer
- Creutzig, Felix (* 1979), deutscher Physiker und Hochschullehrer
- Creutziger, Matthias (* 1951), deutscher Konzert- und Theaterfotograf
- Creutziger, Werner (* 1929), deutscher Philologe und Übersetzer
- Creutzmann, Jürgen (* 1945), deutscher Politiker (FDP), MdL, MdEP
- Creutzmann, Uwe (* 1944), deutscher Journalist und DBD-Funktionär
- Creuza, Maria (* 1944), brasilianische Sängerin
- Creuzberger, Stefan (* 1961), deutscher Historiker
- Creuzburg, Heinrich (1907–1991), deutscher Dirigent und Komponist
- Creuzer, Andreas Leonhard (1768–1844), deutscher Theologe
- Creuzer, Friedrich (1771–1858), deutscher Philologe, Orientalist und Mythenforscher
- Creuzer, Gustav (1812–1862), deutscher Maler und Lithograf
- Creuzer, Wilhelm Heinrich von († 1794), deutscher Verwaltungsjurist und herzoglich pfalz-zweibrückischer Kammerpräsident
- Creuzmann, Norika (* 1966), deutsche Politikerin (Bündnis 90/Die Grünen), MdL NRW

### Crev
- Crevatín, Sergio (* 1980), argentinischer Handballspieler
- Crevaux, Jules (1847–1882), französischer Entdeckungsreisender
- Crève, Damian Dagobert (1809–1868), großherzoglich-hessischer Diplomat und Mitglied der Ersten Kammer der Landstände des Großherzogtums Hessen
- Crèvecoeur, Eugène (1819–1891), französischer Komponist
- Crèvecœur, Jacques de († 1439), französisch-burgundischer Adliger
- Crèvecoeur, Jean de (1735–1813), US-amerikanischer Schriftsteller französischer Herkunft
- Crèvecœur, Philippe de († 1494), französisch-burgundischer Adliger
- Crevel, René (1900–1935), französischer Schriftsteller
- Creveld, Martin van (* 1946), israelischer Militärhistoriker und MilitärtheoretikerMartin van Creveld (* 1946)

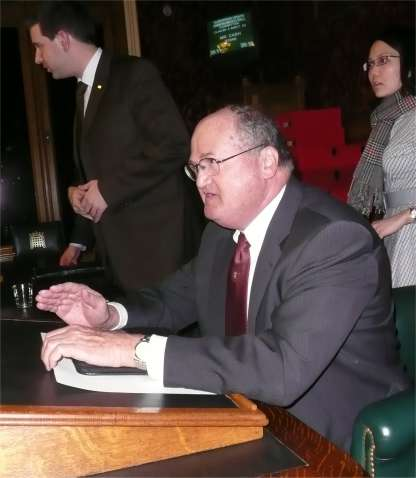
Martin van Creveld (* 1946)

- Creveld, Simon van (1894–1971), niederländischer Pädiater
- Creveling, Christopher (* 1986), US-amerikanischer Shorttracker
- Crevels, Donny (* 1974), niederländischer Autorennfahrer
- Crevelt, Johann Heinrich († 1818), deutscher Arzt und Naturwissenschaftler
- Crevenna, Pietro Antonio († 1792), italienischer Bibliograf und Bibliophiler
- Crevenna, Richard, österreichischer Facharzt für physikalische Medizin
- Crevoisier Crelier, Mathilde (* 1980), Schweizer Politikerin (SP)
- Crevoisier, Jacqueline (1942–2016), Schweizer Schriftstellerin und Übersetzerin

### Crew
- Crew, Amanda (* 1986), kanadische SchauspielerinAmanda Crew (* 1986)

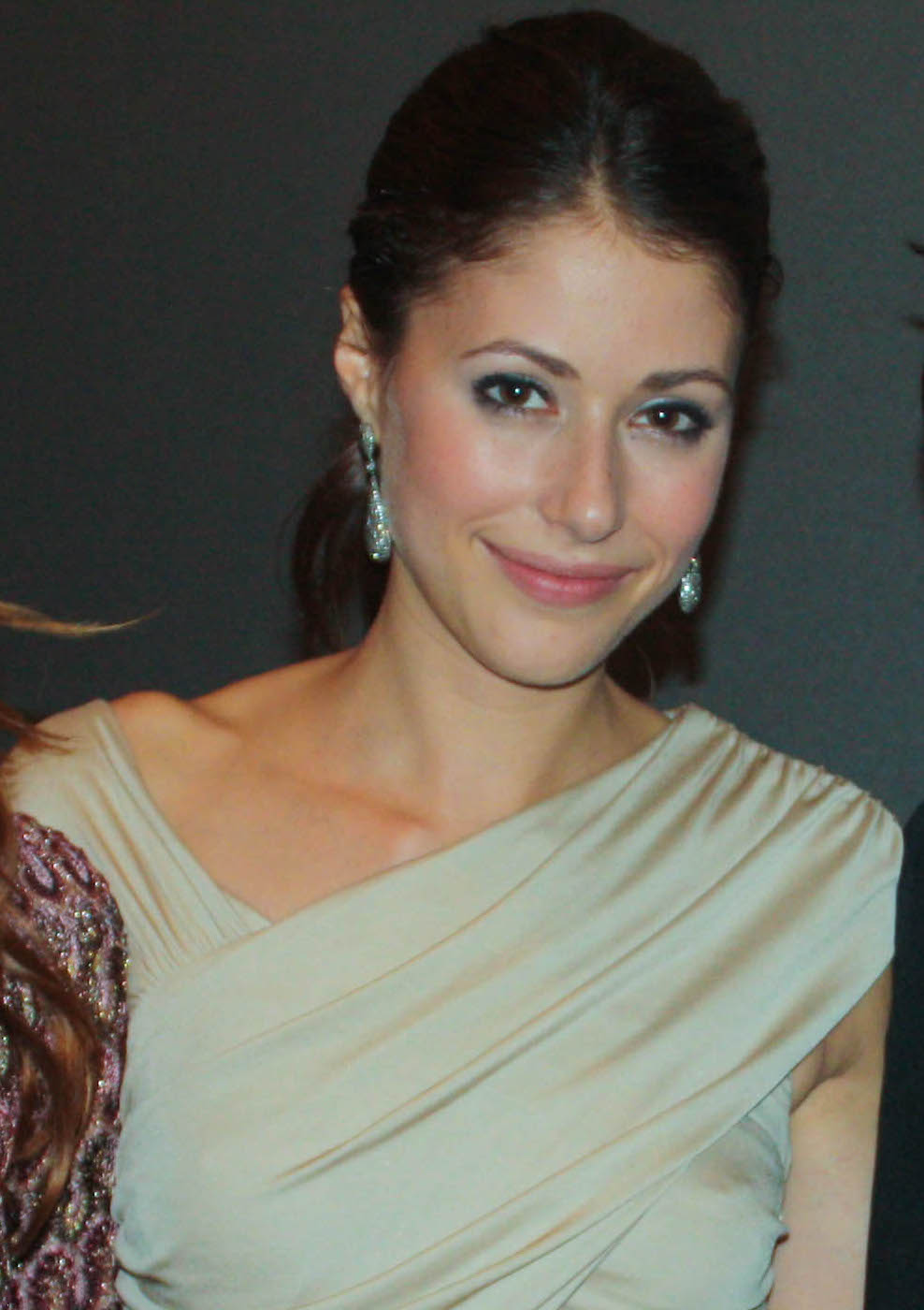
Amanda Crew (* 1986)

- Crew, Brittany (* 1994), kanadische Kugelstoßerin
- Crew, David F. (* 1946), Historiker
- Crew, Francis Albert Eley (1886–1973), britischer Biologe und Genetiker
- Crew, Henry (1859–1953), US-amerikanischer Astrophysiker
- Crew, Louie (1936–2019), US-amerikanischer Anglist und LGBT-Aktivist
- Crewdson, Gregory (* 1962), US-amerikanischer Fotograf
- Crewe, Albert (1927–2009), britisch-US-amerikanischer Physiker
- Crewe, Bertie († 1937), englischer Architekt
- Crewe, Bob (1930–2014), US-amerikanischer Songwriter, Musiker, Musikproduzent, Labelbetreiber und Künstler
- Crewe, Charles (* 1710), britischer Politiker
- Crewe, Gary (* 1946), britischer Radrennfahrer
- Crewe, Ivor (* 1945), britischer Politikwissenschaftler und Hochschullehrer
- Crewe, John (1709–1752), britischer Politiker
- Crewe-Milnes, Robert, 1. Marquess of Crewe (1858–1945), britischer Staatsmann und Schriftsteller, 1. Marquess of Crewe
- Crewell, Axel (1896–1945), deutscher Politiker (NSDAP)
- Crewell, Susanne (* 1964), deutsche Meteorologin und Hochschullehrerin
- Crewes, Martin (* 1968), australischer Schauspieler
- Crewl, Jacof, deutscher Seidensticker, Ratsherr und Bürgermeister Dresdens
- Crews, Albert Hanlin (1929–2025), US-amerikanischer Astronaut und Testpilot
- Crews, Apollo (* 1987), US-amerikanischer WrestlerApollo Crews (* 1987)

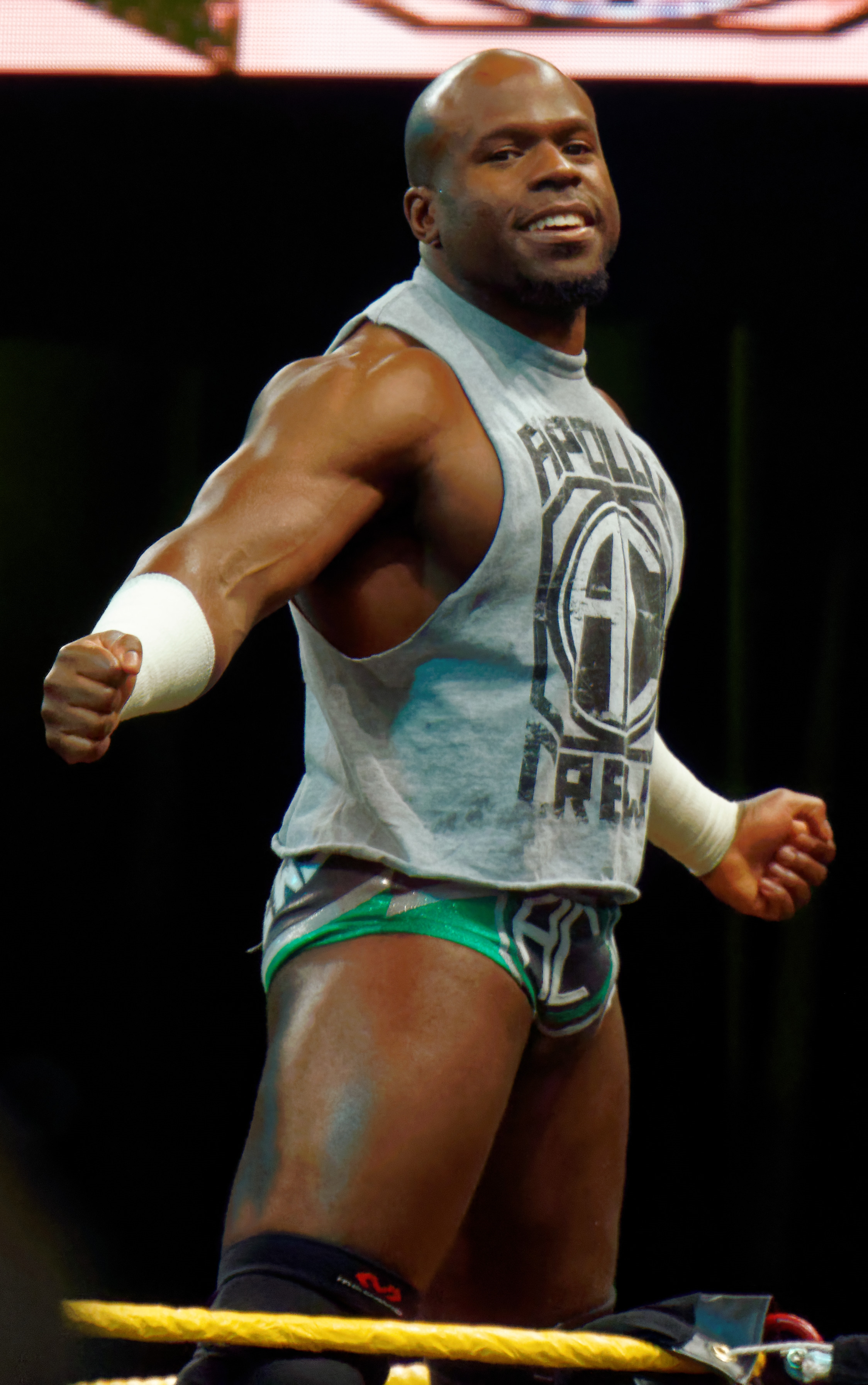
Apollo Crews (* 1987)

- Crews, Craig M. (* 1964), US-amerikanischer Biochemiker
- Crews, Franchon (* 1987), US-amerikanische Boxerin
- Crews, Frederick (1933–2024), amerikanischer Literaturwissenschaftler, Hochschullehrer, Essayist und Literaturkritiker
- Crews, Harry (1935–2012), US-amerikanischer Schriftsteller
- Crews, Isaiah (* 2005), US-amerikanischer Schauspieler
- Crews, Jérôme (* 1977), deutscher Leichtathlet
- Crews, Laura Hope (1879–1942), US-amerikanische Schauspielerin
- Crews, Natalie (* 1998), kanadische Volleyballspielerin
- Crews, Terry (* 1968), US-amerikanischer Schauspieler und ehemaliger American-Football-SpielerTerry Crews (* 1968)

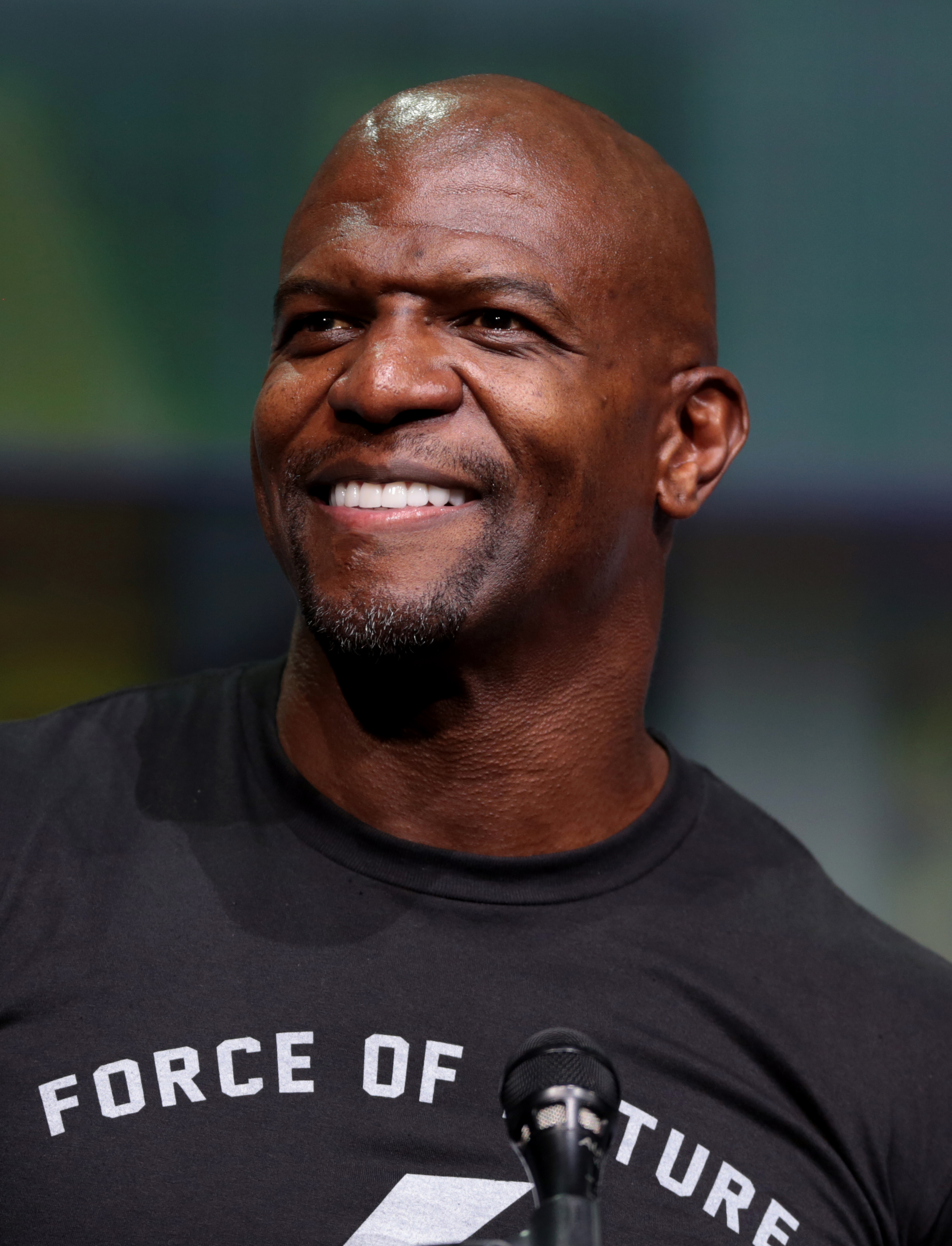
Terry Crews (* 1968)

- Crewson, Wendy (* 1956), kanadische Schauspielerin
- Crewstoa, Marvin da (* 1982), deutscher Musiker und Musikproduzent

### Crey
- Creydt, Detlef (* 1943), deutscher Gymnasiallehrer und Heimatforscher
- Creydt, Hans-Gustav (1948–2022), deutscher Fußballspieler
- Creyelman, Frank (* 1961), belgischer Politiker der Partei Vlaams Belang
- Creyton, Barry (* 1939), australischer Schauspieler und Bühnenautor
- Creytzen, Georg Friedrich von (1639–1710), preußischer Oberrat und Kanzler
- Creytzen, Georg Wilhelm von (1629–1688), Oberrat und Obermarschall im Herzogtum Preußen
- Creytzen, Melchior Ernst von (1627–1692), brandenburgisch-preußischer Jurist und Diplomat

### Crez
- Crezelius, Georg (1948–2021), deutscher Jurist und Hochschullehrer